# Pedro García Cabrera
Pedro García Cabrera (Vallehermoso, La Gomera, 19 de agosto de 1905 - Santa Cruz de Tenerife, 20 de marzo de 1981) fue un poeta y periodista español perteneciente a la Generación del 27. El 22 de febrero de 2012 el Gobierno de Canarias le dedicó el Día de las Letras Canarias.

## Biografía

### Orígenes
Hijo de Pedro García Sánchez, profesor de instrucción primaria, natural de la localidad de Los Realejos, en Tenerife, y de Petra Cabrera Fernández, esposa de García Sánchez en segundas nupcias, natural de Vallehermoso en La Gomera, Pedro García Cabrera nace en esta última de las citadas Islas Canarias, en la misma población de Vallehermoso, el 19 de agosto de 1905. Tiene cuatro hermanos menores: Anatael, Yara, Diego y Carmelo.
Durante su infancia en La Gomera, la familia se reúne cotidianamente con sus abuelos y tías en sesiones donde se recitan poemas de Gustavo Adolfo Bécquer o de Rubén Darío, o se cantan romances y coplas de inspiración popular, acompañados con guitarra española. En 1913, a la edad de siete años, García Cabrera se traslada con su padres y hermanos a Sevilla por asignación en la profesión paterna. En 1915, regresa a La Gomera, donde continúa sus estudios primarios en una escuela privada de Vallehermoso. En el centro participa en las lecturas impartidas de los románticos alemanes y los modernistas hispanos; el poeta muestra también entonces un interés inicial por la filatelia, como potencial coleccionista «que ve en el sello "una alfombra mágica sobre geografías sentimentales".»
Un segundo traslado se produce en 1921 con motivo del ejercicio de la docencia de Pedro García Sánchez en la localidad de San Andrés, donde la familia reside durante dos años hasta su tercer traslado al barrio de Salamanca de la ciudad capitalina de Santa Cruz de Tenerife. García Cabrera inicia el bachillerato en el Instituto General y Técnico de Canarias de la ciudad de San Cristóbal de La Laguna, que termina en el Establecimiento Municipal de Segunda Enseñanza de Santa Cruz.

### Trayectoria Inicial

#### Prensa,Hespéridesy el primer poemarioLíquenes
En su residencia de la calle Igualdad del barrio de Salamanca el escritor tiene como vecinos a los próximos colaboradores y amigos cercanos Eduardo Westerdahl, Domingo Pérez Minik, Victoria López-Carvajal y Amor Lozano. Las primeras publicaciones de García Cabrera se deben a su periodo como estudiante en La Laguna, tiempo en que colabora con el semanal conducido por jóvenes gomeros La Voz de Junonia, iniciado en 1922; se imprimen en él Recordando, en el mes de junio, y Divagaciones, en el mes de septiembre. Su primer poema, La leyenda del jilguero, aparece en el diario católico La Gaceta de Tenerife en abril de 1925: le suceden en el mismo año, entre otros, La paralítica, Despierta, corazón, ¡Rosa de los cementerios!, La saeta y El misterio de los ojos; en 1926, Momento místico, El peregrino, Alba triste, A María Palou, Reparación, Serenidad, Almas Huérfanas o Canto a la raza, así como el relato El canto evocador y los artículos Un notable artista. Recital de piano y Glorias canarias olvidadas. Teobaldo Power y Antonio Zerolo; en 1927, el poema Ser quisiera..., y en 1928 Día de reyes y Mística, con fecha este último de 22 de mayo.  
Coincidirá con otros poetas y escritores de su generación como Pérez Minik o el futuro dramaturgo Ángel Acosta durante su permanencia en el periódico, hasta que «sus presupuestos teóricos y poéticos le alejan definitivamente de las posiciones finiseculares mantenidas por los rectores del periódico.» La colaboración en prensa se amplía con la aportación en 1927 de los artículos Agradecimiento a una caricia femenina y En línea de fuego, además del poema Noches en la ruta en El Progreso, los poemas El lobo, Latido azul y Tedio en Las Noticias, y en 1928 con los artículos Editorial Iriarte. Hablando con Díez del Corral en La Prensa y los versos de Estudio, en La Tarde.  
En 1927 irrumpe alternativamente en Tenerife la revista literaria La Rosa de los Vientos, proyecto inspirado en los presupuestos de La deshumanización del arte del filósofo José Ortega y Gasset con el auspicio del referente y teórico de las letras hispanas Ramón Gómez de la Serna, dedicada hasta su cierre en 1928 a la superación del regionalismo idealizante y las maneras decimonónicas, contrapuestos a los valores pujantes de las vanguardias artísticas y de la modernidad. Para los animadores del proyecto, encabezado por Agustín Espinosa, Juan Manuel Trujillo y Ernesto Pestana Ramos, la modernidad a la que acceden «ha de seguir una valoración y una transformación del pasado literario de las Islas.» Pedro García Cabrera, que pretende una actualización de la lírica de raigambre insular resultará influenciado por las propuestas de la revista. 
En enero de 1926 entra en circulación Hespérides, semanario dirigido por el poeta y novelista Rafael Peña León, secundado por los periodistas Ildefonso Maffiotte y Antonio Suárez, en un equipo editorial conformado por figuras veteranas de las letras canarias como Luis Rodríguez Figueroa, Benito Pérez Armas, Isaac Viera y Viera, Manuel Verdugo Bartlett o Domingo Cabrera Cruz, junto a talentos emergentes como Eduardo Westerdahl, Domingo Pérez Minik, María Ferrer Piñeiro y Emeterio Gutiérrez Albelo, el pintor Juan Ismael y el escultor Francisco Borges. 
Publica Hespérides los poemas de García Cabrera Marianela, Como en un cuento..., Rosas de pasión, Sinfonía nocturna, La mal mirada, Eco lírico, Soneto dorado, y el poema en prosa Pequeño poema, en 1926; Invocación, Nocturno, Siembras de amor, Mi hermana y yo, Rosa fugaz y La rosa de los cielos en 1927; Estampas, Ermitas, La marinera, Transfusión, Rosa negra, Romances, en 1928. Sin inscribirse aún en el lenguaje traspasado por el vanguardismo que los caracterizará posteriormente, sobresalen en estos primeros trabajos del poeta una madurez y consistencia inusuales a su edad. La faceta ensayística se desarrolla en Héspérides en 1926 con los textos ¿Es imperfecta la forma?, Leyendo a Urrutia e Impresiones de La Orotava; en 1927 con Hespérides: su labor cultural, De un viaje por La Palma, y De inescrutable arcano; en 1928 con El Paso y la Caldera. La Palma pintoresca y 5 miradas al parque. 
Durante todo este intervalo, el autor se habría ido desprendiendo paulatinamente de los modos románticos y modernistas, incursionando hasta el momento tan solo parcialmente en las tendencias de vanguardia. La editorial de Hespérides asume entonces la publicación del primer poemario del escritor gomero, Líquenes, que incluye fragmentos anteriores del semanario ahora modificados, impreso con fecha de 30 de julio de 1928. El libro recoge 70 composiciones numeradas y sin título, la mayoría inscritas en el formato rítmico tradicional de la copla, el romance o la seguidilla; se advierte en él un aventurado viraje orientado a salvar las fórmulas reconocibles y vencidas del cantar isleño, combinándose el folclore propio del neopopularismo con la imagen autónoma y preeminente del ultraísmo. 
Líquenes es concebido por García Cabrera de acuerdo a las premisas del creacionismo de Pierre Reverdy y de Vicente Huidobro, señalándose a su vez la influencia visible de sus contemporáneos Rafael Alberti y Federico García Lorca. En el ámbito cultural tinerfeño el poemario es recogido con distanciamiento y escepticismo. Posteriormente, sin embargo, se reconocerá en Líquenes el hecho de la incorporación inmediata de Pedro García Cabrera a la corriente literaria desarrollada simultáneamente en España por la denominada Generación del 27.

#### AsociaciónPajaritas de Papely la revistaCartones
Se han situado los comienzos de una actividad reconocida como oficial para el colectivo de artes tinerfeño Pajaritas de Papel en el año 1928; a modo de portavoz, el integrante Eduardo Westerdahl describe en la edición del 31 de diciembre de 1929 del periódico La Tarde a Pajaritas como «una sociedad limitada, sin constitución legal, ni formal reglamentación. Es un círculo absurdo donde se vulneran los principios escolásticos, las fórmulas académicas, los profesionalismos artísticos [...] Está integrada por aficionados y profesionales de música, canto, pintura, teatros, decoradores, escritores, fotógrafos, deportistas. Las actividades personales, se intercambian, se contagian, y si hay concurso de repujado todos aprenden y repujan.»; documentación sobra un semanario o periódico interior con registro de las acciones del grupo se localiza ya en esta iniciativa en 1925; el escritor José María de la Rosa sitúa el inicio de Pajaritas de Papel en el año 1925.
La vigencia del colectivo se mantiene hasta 1930. Pajaritas de Papel desarrolla una práctica editorial propia, de carácter artersanal, designada Chez-nous, en la que sin embargo no constaría contribuciones atribuidas a Pedro García Cabrera. Se ha reseñado la participación de García Cabrera en las representaciones paródicas de tipo teatral, celebradas bajo la denominación de Fiestas, con motivos singularizados y monográficos; interpreta Pedro García Cabrera a Mariano José de Larra en la reconstrucción de un convite en tiempos del romanticismo titulada La época de Larra, con diálogos improvisados; formará parte también en la simulación de El naufragio junto a los poetas Domingo López Torres y Julio Antonio de la Rosa. Participa además García Cabrera en las tertulias de Pajaritas de Papel con los artistas Carmen Rosa Guimerá, Emma Martínez de la Torre, José Miguel Mandillo, José Antonio Rojas, Selina Calzadilla, o los ya citados Eduardo Westerdahl, Domingo Pérez Minik, Juan Ismael, María Ferrer Piñeiro, Victoria López-Carvajal, y Amor Lozano. 
El 15 de junio de 1928 La Gaceta Literaria comparte el anuncio de la aparición de una nueva revista literaria, «con el título —rojo— de "Cartones".»; se adjuntan fragmentos de su manifiesto fundacional, que firman Juan Ismael, José Antonio Rojas, Guillermo Cruz y Pedro García Cabrera, con dedicatoria para Rafael Alberti. Los términos desprendidos del texto y pretendido para el proyecto son «inequívocos: insularidad, atlantismo, cosmopolitismo y constructividad». Los extractos recogidos por el rotativo quincenal pertenecerían, con la editorial madrileña, a un escrito «largo y encendido»: 

«Nuestra nave, Cartones, no se debatirá en un estrecho marco regional. Degolladora de rutas, paseará por el carrousel de nuestras 7 cajas de colores la cristalización de espumas ignoradas. En el astillero atlántico construimos nuestra nave: Cartones. En su roll, 4 cazadores de estrellas marinas intentan captar, con su escafandra fanfarrona, los cimientos de un arte propio. Arte isleño. Arte cosmopolita. En las jarcias voltijean los 7 corazones de las islas, que subiremos a los mapas en sonrisa depurada y construida.»

En 1929, con el transcurso de la gestación de la revista Cartones, García Cabrera publica el ensayo Fotografía de la voz para Informaciones, y el poema Salutación en La Tarde en los meses de febrero y mayo respectivamente. Cartones tiene en junio de 1930 su primera tirada, de 200 ejemplares conformados por 5 cartones numerados, con contribuciones de Domingo López Torres, Juan Rodríguez Doreste, Guillermo Cruz, José Antonio Rojas, Julio Antonio de la Rosa, Óscar Pestana Ramos, Francisco Aguilar y Paz, Andrés de Lorenzo Cáceres, Felo Monzón o Juan Ismael. A Pedro García Cabrera se deberá el poema Pitera incluido en su cartón uno.
El lanzamiento, que revela ya un distanciamiento respecto a La Rosa de los Vientos con su tentativa de aunar en la práctica regionalismo y universalismo, coincide con la muestra del proyecto regionalista de la grancanaria Escuela de Luján Pérez en el Círculo de Bellas Artes de Tenerife, con la que Cartones se alinea. Durante la clausura de la muestra de la Escuela Luján Pérez en Tenerife, García Cabrera presenta en conferencia el contenido de su ensayo, El hombre en función del paisaje, que amplia y publica en el mismo año, con posterior lugar preeminente en su bibliografía. El hombre en función del paisaje, con la propuesta Isla de promisión de Lorenzo-Cáceres, habría supuesto en conexión con las muestras de la Escuela de Luján Pérez en Tenerife el momento de expresión más elocuente de la renovación del regionalismo canario durante las vanguardias insulares. Cartones recibe en junio de 1930 diversas críticas desde el diario La Tarde, denunciándose su anacronismo teórico, a la par con una «desconfianza hacia el regionalismo cerebral.»
Las actividades de Pajaritas de Papel y de Cartones se ven drásticamente truncadas con el accidente sufrido en el mes de agosto durante un trayecto en barca en el puerto de Santa Cruz de Tenerife por Domingo López Torres, Julio Antonio de la Rosa, y José Antonio Rojas, que conlleva el fallecimiento de estos dos últimos. Ambas agrupaciones cesan desde entonces en su funcionamiento. Una selección de poemas recuperados de Julio Antonio de la Rosa, Tratado de las tardes nuevas, es editado en 1931 a iniciativa de sus compañeros en recuerdo del autor y de José Antonio Rojas. Pedro García Cabrera rememorará nuevamente a los escritores en homenaje con fecha de 19 de mayo de 1933 en el Círculo de Bellas Artes de Santa Cruz.

### Acción política: periodismo y actividad institucional

#### El periódicoAltavoz
Se imprimen en 1930 los ensayos de Pedro García Cabrera, La ordenación de lo abstracto, El hombre en función del paisaje, Una carta sobre política gomera firmada junto al periodista republicano Guillermo Ascanio, Dos sensibilidades, Regionalismo y universalismo y La exposición de Juan Ismael en el vespertino La Tarde. El 10 de agosto aparece en Tenerife Altavoz, decenario de la juventud gomera, que dirigirá García Cabrera con redacción en la calle Igualdad hasta su cierre, posterior al mes de diciembre. Con su Apertura, se proponen defender «los intereses de la Gomera, contribuir a formar una conciencia regional e incorporarnos a lo más noble y puro del movimiento español. Pero todo ello sin quedar en una determinada clase social. Sino llegando al pueblo.»
Escriben en el decenario los periodistas María Rosa Alonso bajo el seudónimo de María Luisa Villalba, Guillermo Ascanio, Ulises Herrera, Gabriel Mejías Fragoso, Juan Pedro Ascanio, Elfidio Alonso, o Domingo López Torres. El granadino Melchor Fernández Almagro contribuye puntualmente subrayando la insustancialidad en la que derivaba la Unión Monárquica Nacional en Sombra de partido; entre las aportaciones de García Cabrera destacará la llamada a la conexión viaria insular de La carretera de la liberación. Al Cabildo de Gomera. Se abordan los procesos de desarrollo infraestructural y el cubrimiento y calidad de los recursos de La Gomera en educación, salubridad pública, suministro de aguas, comunicación postal, telefónica, portuaria y de carreteras o en gestión de montes, aun cuando para la editorial el problema máximo de La Gomera «es el mismo que tiene planteado España entera: inadecuada estructuración político-social.»
El fenómeno del caciquismo es de hecho planteado y combatido por Altavoz con franca explicitud, en términos generales con inherencia a su recorrido editorial, o concretamente en artículos como Las islas menores, sucursales de cacicatos, El Ayuntamiento de Vallehermoso, ¡Vampiros!, Perfiles. Para los amigos provincianos y otros señores, El Cabildo, la opinión y Altavoz o Un tercero en la sombra. Con Viejo y nuevo pleito se aboga complementariamente por el cese definitivo del pleito insular, considerado ya viejo; «acaso tanto como las islas mismas. Desde Viana y Cairasco de Figueroa se apunta ya la rivalidad entre las islas.» El periodismo de Altavoz transcurre no sin incidencias, y denunciado ya con anterioridad por el contenido de su apartado en editorial La carretera de Agulo Hermigua, sufre la retención de su n.º 10 y su consecuente procesamiento en razón del artículo Panorama político español de Guillermo Ascanio, calificado por la fiscalía como «delictivo por inducir a la rebelión.»
Pedro García Cabrera secunda en estos meses al semanario En Marcha, para el que también redacta, contestando al encarcelamiento en el mes de octubre del periodista de ambos medios, Juan Pedro Ascanio, con la reproducción en Altavoz del titular desencadenante de su presidio, Compañeros, vayamos unidos a la revolución. La comunicación entre las redacciones se presentará todavía en el texto Para "En Marcha", de octubre, o con la reimpresión de La jornada de ocho horas en la Gomera y el Hierro en el mes de diciembre.

#### El semanalEl Socialista
El Socialista tiene su primera aparición en diciembre de 1917 como reacción a la emergente organización del socialismo insular, concentrado por el PSOE en la isla. Es editado con periodicidad semanal bajo la dirección del médico y político Manuel Bethencourt de los Ríos. El Socialista circulará entre el mercado periodístico de su época repleto de consignas, dentro de un tono marcadamente ideologizado en coherencia con la causa que era su razón de ser, «la trayectoria de la cúpula del partido en Madrid y el precario cuadro de la clase obrera insular nuclearon los capítulos más densos del resto de la información.» El socialismo tinerfeño habría marcado un considerable hito para el Estado ganando los comicios locales de junio de 1919 en el Puerto de la Cruz; sin embargo, con escasa tirada y atravesando dificultades económicas, El Socialista perdura hasta el 7 de marzo de 1921, fecha en que cesa su actividad con un total de 130 números publicados.
El 28 de julio de 1931 el semanario reaparece en el mercado, con dirección de Pedro García Cabrera, en formato de 8 páginas a 4 columnas. Se alcanza el lanzamiento de 29 números, en los que participan los escritores Lucio Illada Quintero, Domingo López Torres, María Rosa Alonso, Óscar Pestana Ramos, Óscar Pestana Nóbrega, José Padrón Machín y Domingo Pérez Pérez, hasta su cierre definitivo en 1932. Se imprimen en El Socialista los artículos de García Cabrera El estatuto regional, y Algo sobre desgobierno municipal. Aclarando conceptos.

## Litigio frente a Gil-Roldán
Hacia octubre de 1931 la editorial de El Socialista mantiene una contundente y expresiva dirección crítica contra el abogado, periodista, y poeta tinerfeño Ramón Gil-Roldán, quien por entonces ostenta los cargos de Diputado de las Cortes Constituyentes por el Partido Republicano de Tenerife y Presidente de la Mancomunidad de Cabildos de la Provincia de Santa Cruz de Tenerife. El día 12 del mismo mes, El Socialista publica el siguiente entrefilete:

«Un borracho sale del café "Cuatro Naciones" e intenta agredir e insultar al alcalde de la Orotava. Bueno es que se vaya entrenando para el Congreso.»

El abogado republicano, interpretando las líneas en tipo gacetilla como razón de injuria personal, presenta denuncia en el Juzgado de Primera Instancia de Santa Cruz, incoándose expediente el 25 de noviembre, y dándose lugar con ello a un proceso judicial en el que Pedro García Cabrera deberá comparecer como director del periódico. Se produce sentencia el 17 de noviembre de 1933, por la cual García Cabrera, que habría asumido responsabilidad sobre el escrito sin reconocerlo de su autoría, es condenado a 3 años, 6 meses y 21 días de destierro a 25 kilómetros de la capital tinerfeña, multa de 1.500 pesetas y pago de las costas judiciales.
La sentencia se reduciría inicialmente a la mitad por aplicación de un decreto de indulto; el 24 de febrero de 1934, Ramón Gil-Roldán «otorga "al condenado el más amplio perdón", según la súplica que eleva a la sala de lo criminal de la Audiencia Provincial.» García Cabrera optará por cumplir condena en la población de Tafira en Gran Canaria desde enero hasta noviembre, a pesar de haberse reducido el plazo de su alejamiento a un mes. Durante su estancia en la isla, interviene en el proceso de elaboración del censo de Las Palmas de Gran Canaria, obteniendo así una remuneración que facilita su desplazamiento temporal.

#### Entidades locales

##### Cabildo Insular de Tenerife

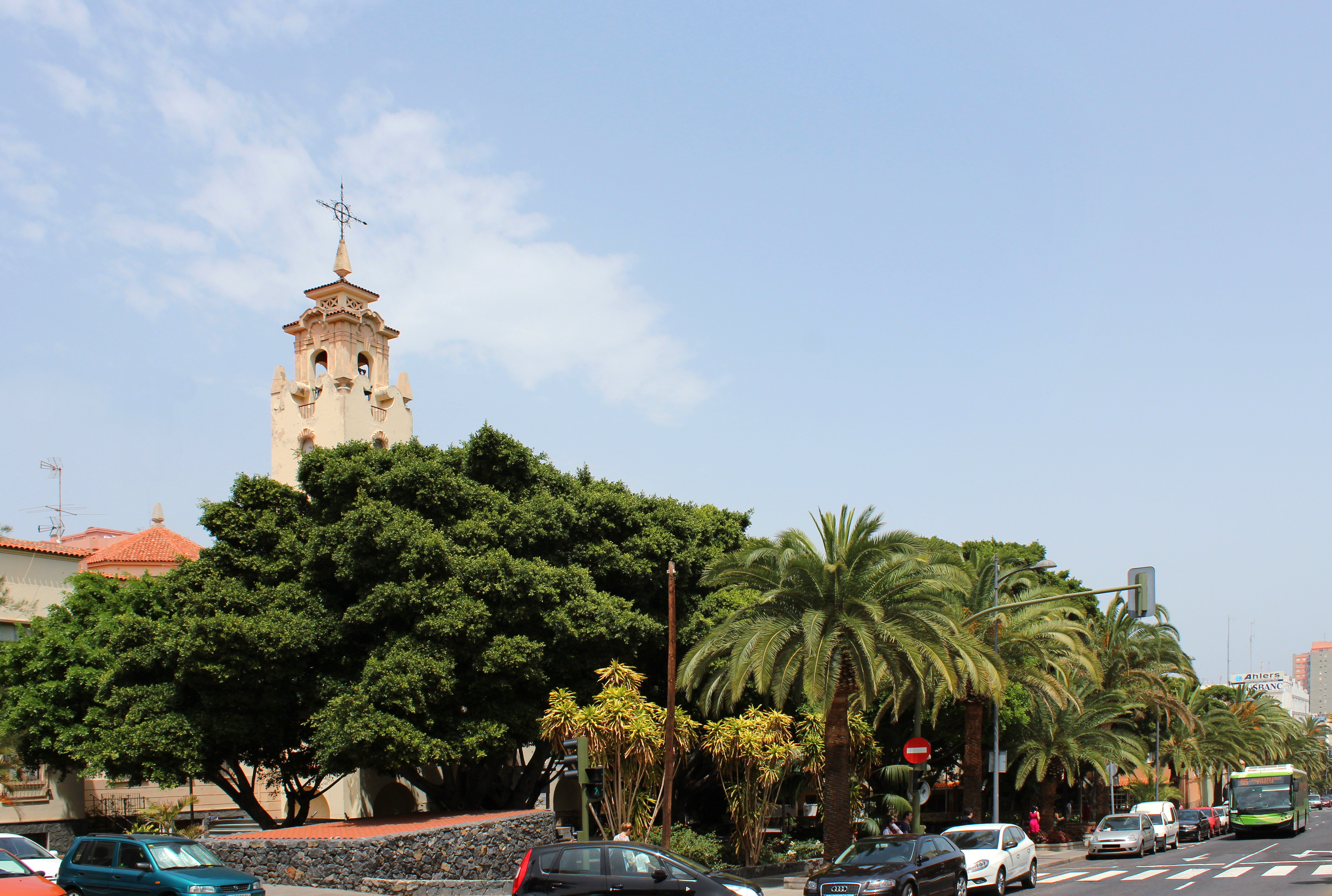
La Victoria, S/C de Tenerife.

En 1930 García Cabrera oficializa su filiación al Partido Socialista Obrero Español. Forma parte de las candidaturas que la coalición republicano-socialista presenta en Santa Cruz de Tenerife para la elecciones municipales del 12 de abril de 1931, que los republicanos-socialistas ganan en 41 de las 50 capitales de provincia del país. El comité revolucionario originado tras el Pacto de San Sebastián deviene el día 14 de abril en Gobierno Provisional, cuando a lo largo del día el régimen republicano está siendo ya proclamado en los consistorios de la nación. 
Con la constitución del Gobierno Provisional la proclamación de la Segunda República Española se consolida, mientras el rey Alfonso XIII, sin abdicación, abandona España en dirección a París. Pedro García Cabrera asume el cargo de consejero del Cabildo Insular de Tenerife y miembro de la Comisión Gestora de la institución, constituida el 27 de abril. García Cabrera optará tras la comisión electoral interna para la organización y distribución de cargos por la condición de Consejero Inspector del Hospital de Nuestra Señora de los Dolores de La Laguna, representante del Montepío de Funcionarios Insulares, miembro de la Comisión de Régimen Administrativo del Instituto de Higiene y miembro del Patronato de Protección Escolar. 
Ingresa posteriormente en la Comisión de Presupuestos y en el Patronato Insular de Turismo. El recorrido del Cabildo en el contexto del nuevo régimen comienza con la revisión del convenio establecido durante la Dictadura de Primo de Rivera con el Estado, orientado fundamentalmente al desarrollo de obras públicas de gran magnitud en detrimento de los servicios básicos; la Comisión Gestora se dirige en documento del 10 de agosto al Ministerio de Fomento solicitando la revisión del convenio en vistas a renegociar los cargos de inversión sobre las obras del puerto de Santa Cruz, recogidos los términos de argumentos y debate en el Libro de Actas, «una pieza más que habría que incluir como un capítulo de sus trabajos en prosa, concretamente, las minutas de actas, elaboradas por García Cabrera. Sus exposiciones son una enseñanza para sus compañeros de corporación [...] bajo la presidencia de Maximino Acea, la política de la corporación estuvo marcada por el ritmo y las iniciativas promovidas por García Cabrera, que tenían un puntual reflejo en artículos aparecidos en el periódico El Socialista, que entonces dirigía, en conferencias y escritos aparecidos en la revista Gaceta de arte, y en las actividades promovidas desde la estructura del partido y en la acción sindical.»
Desde la Oficina Técnica Municipal se proyecta el desarrollo de viviendas municipales, como las del barrio de La Victoria, culminadas posteriormente, con arquitectura de Marrero Regalado. Destacaría asimismo entre las funciones de García Cabrera en el Cabildo el impulso de programas de educación en atención a la mujer y a la infancia, la planificación de un circuito de miradores desde el Patronato Insular, o nueva reglamentación sobre la sanidad, incluyendo la adquisición de terrenos para un hospital y el establecimiento de una red insular de equipamiento. El escritor contemplará además la necesidad del estudio y protección de la cultura aborigen, incidiendo en incentivos y en la introducción de procedimientos científicos para la gestión y seguimiento de nuevos descubrimientos. La condición de consejero del Cabildo de Tenerife de Pedro García Cabrera se extiende hasta 1936.

##### Ayuntamiento de Santa Cruz de Tenerife
La actuación de García Cabrera como concejal en la política municipal tendría su hito inicial con motivo del debate sobre el Día de la Cruz en el sentido de su celebración como acto oficial por el órgano de gobierno; el Partido Republicano Tinerfeño, con mayoría en el pleno, se inclina por la representación institucional de la festividad del 3 de mayo, mientras que García Cabrera como representante socialista se manifiesta contrario a la participación del Ayuntamiento de Santa Cruz de Tenerife en ningún acto religioso, amparándose en la ley vigente. En sesión de 29 de abril el alcalde informa finalmente sobre la imposibilidad del Ayuntamiento de participar o sufragar cualquier acto religioso. Desde 1920 la capital vendría experimentado un importante episodio de crecimiento demográfico; la situación se transforma «con la implantación de la refinería y el auge de las industrias tabaqueras [...] En Santa Cruz persiste un problema crónico de falta de viviendas, que los pobres han ido solventando viviendo en las cuevas de los barrancos, o hacinados en las ciudadelas que comienzan a construirse hacia la década de 1870. La ciudad, que ha triplicado su población a comienzos de 1930, no ha resuelto el problema de las viviendas populares.»
La tarea que mayor atención capta de la política municipal de Pedro García Cabrera es la de las Casas Baratas. Sobre la base de la Ley de Casas Baratas de 1911 y subsecuente reglamento de Casas Baratas de 1922, los socialistas, a instancias de Cabrera, proponen una batería de seis puntos referentes a la planificación de viviendas obreras, requiriéndose un censo de solares, exención de impuestos sobre las construcciones o la propiedad pública de los inmuebles. La propuesta es reiteradamente desestimada, a pesar de la insistencia de García Cabrera, que para 1933 se decanta por mantenerse en relación directa con la Comisión de Casas. Interviene además el escritor por la equiparación de salarios entre hombres y mujeres, la mejora de las infraestructuras educativas, atención a las demandas del personal de jardines, Casa de Socorro, asilos y funcionarios técnicos, o por la creación de una escuela nocturna de instrucción primaria para varones, complementándose con las escuelas femeninas ya en funcionamiento. 
Destaca en estos meses las solicitud de la Federación Obrera y miembros socialistas a los que Cabrera se adscribe de dimisión del gobernador civil Ángel Guinea como responsable de la actuación sobre la manifestación en defensa de los intereses portuarios perjudicados por cancelación de escalas, reprimida por la Guardia Civil con saldo de un muerto y siete heridos en noviembre de 1930. En el mes de julio, el nombramiento como teniente alcalde del edil Jerónimo Fernaud abre un periodo de directa disputa dialéctica entre García Cabrera y el concejal de la derecha, que impide en numerosos momentos la política del gomero; la posibilidad de mayores encuentros con Fernaud quedará cerrada en cualquier caso con su nombramiento como gobernador civil de Huelva en mayo de 1934.
Tras las elecciones generales de noviembre de 1933, la Confederación Española de Derechas Autónomas y el Partido Republicano Radical adquieren el control de las Cortes republicanas, lo que conlleva la consecuente acción de contrarreformas durante el llamado bienio conservador, opuestas a la política progresista representada por Manuel Azaña. En 1934 García Cabrera traslada su residencia a Tafira en Gran Canaria tras condena de alejamiento por injurias al político Ramón Gil Roldán, retornando en el mes de octubre. La convocatoria de una huelga general revolucionaria en el mismo mes deriva en la Revolución de Asturias, región en donde la Alianza Obrera hace posible la constitución de regímenes socialistas o la administración del comunismo libertario desde la insurrección, rápidamente sofocada con la intervención militar del gobierno de Alejandro Lerroux. Habiéndose manifestado en acuerdo a los principios del alzamiento asturiano, los socialistas Pedro García Cabrera y José González Cabrera resultan suspendidos en funciones en el ejercicio de la política en Santa Cruz. El autor compartiría una reflexión sobre el fenómeno de la Comuna Asturiana desde el periódico 14 de abril en septiembre de 1935:

«Se encontró la República, pues, con unos problemas que, lo más graves, más que de factores internacionales dependían del exterior y que obedecían al sistema de producción capitalista. Esto creó un ambiente de descontento que, atizado por los demagogos de la derecha, movilizó una gran opinión adversa al espíritu de las Constituyentes. Esto, unido a los privilegios cercenados del clero, de los grandes terratenientes y demás instituciones de tipo reaccionario fue aprovechado, bajo el puente de plata que le ofrecía la desunión de los republicanos, por Gil Robles para llevar a las elecciones de noviembre del 33 una insospechada por lo numerosa, representación parlamentaria. Con este triunfo la demagogia intensificó su propaganda y el "salvador de España" y "enviado de Dios" envenenaba fácilmente un pueblo que no había podido adquirir una cultura política y estaba tarado de una concepción mesiánica heredada del siglo XIX. [...] iban formando un estado de opinión artificial que constituía una amenaza, el caldo apropiado para un golpe fascista. Pues bien, el movimiento de octubre, obligando a todos estos demagogos a emplearse desde el poder con la máxima violencia contra las fuerzas obreras, especialmente las socialistas, les constriñó a descubrir las cartas. La represión fue proporcionada a la demagogia, a la falsedad de los principios que sustentaban. Su conducta que para muchos republicanos era una incógnita quedó tatuada de estigmas imborrables.»

Agotado el bienio conservador, García Cabrera retoma su puesto después de 16 meses de ausencia como concejal del Ayuntamiento capitalino. El concejal independiente del grupo socialista García Martín constata la escasez de los avances de los proyectos de las Casas Baratas y la financiación en enseñanza, en consonancia con el alcance general del partido en la oposición. Durante el gobierno municipal de José Carlos Schwartz, el escritor mantiene su actividad en torno a la administración en materia de vivienda y enseñanza. En el transcurso de 1936 solicita permiso de ausencia de los plenos municipales, que se hará efectivo desde el día 7 de julio.

### gaceta de arte

#### Preludio:Rebeldía y Disciplina
En 1931 Pedro García Cabrera ha abandonado sus estudios de magisterio en aras de la militancia política. Para el mes de mayo habrán aparecido los artículos de su autoría El herrero, con En Marcha, y La ética de lo social en ¡Luz!. Participa además por designación de la comisión gestora del Cabildo Insular en el establecimiento de la emisora Radio Tenerife EAR-58, que en 1934 se constituye formalmente como Radio Club Tenerife.
Un manifiesto sirve de carta de presentación para la iniciativa que Pedro García Cabrera mantiene en este año con Eduardo Westerdahl como cotitular: ambos son los integrantes de Rebeldía y Disciplina, responsables de la agitación formativa con la que conciben su acción principal Exposición del Libro Contemporáneo en el Círculo de Bellas Artes de Tenerife. La muestra periodística y literaria es considerada con la intención de fijar una posición intelectual moderna, en atención a la producción editorial más actualizada e influyente en el ámbito de la juventud internacional. El manifiesto es difundido como panfleto para la convocatoria del acto; la Exposición del Libro Contemporáneo tendrá su anuncio en La Prensa el día 8 de abril, en coincidencia con su inauguración. 
La clausura concurrirá con la impresión de La exposición de R. y D. en el mismo diario, el día 21 de julio; en La Tarde se publica simultáneamente la reseña Un viaje de Eduardo Westerdahl, que da noticia de la travesía que el crítico de arte tinerfeño ha emprendido el 14 de julio rumbo a Holanda, Alemania y Checoslovaquia atraído por el desarrollo innovador de la Escuela de la Bauhaus, el movimiento De Stijl, o la tendencias de la Nueva objetividad. En el momento previo al viaje, la información suministrada por libros y revistas europeos es considerado por Rebeldía y Disciplina como componente necesario en la circulación del organismo cultural contemporáneo y transnacional, en el sentido de su importación y exportación. Los promotores García Cabrera (Rebeldía) y Eduardo Westerdahl (Disciplina) asumirían los análisis que el arquitecto Hannes Meyer habría compartido en número especial del magazín Das Werk de 1926 bajo el título Die neue Welt, relativo al valor funcional del libro y la revista en el marco coetáneo.
Tres supuestos apoyan en este momento «las iniciativas de "R y D". El creacionismo, la concepción hegeliana del espíritu abstracto absoluto; y en tercer lugar, los procedimientos de denuncia desarrollados por el movimiento de la Nueva Objetividad.» Pedro García Cabrera manifiesta una visión intencionalmente humanitaria y reivindicativa de tipo político en su planteamiento del urbanismo; expresa repetidamente su rechazo a los lenguajes históricos, a los que considera culpables de las condiciones higiénicas de las ciudades, entendiendo los modelos característicos de la arquitectura racionalista como la convergencia en paradigma de un nuevo estadio en la planificación urbanística, consagrada al progreso de la calidad de vida, la integridad social y la economicidad funcional. El ejercicio de García Cabrera en la administración pública local en su cargo político, dirigido a la superación de la propuesta teórica por la realización material, indicaría que guardaba «una información puntual acerca de cómo actuar y un modelo que había probado su eficacia en Europa. Ciudades enteras para obreros se construían en Alemania, y la revista Das neue Frankfurt contaba cómo hacerlo.» El cometido de una nueva revista, aún sin titular, se halla ya avanzado entre los planteamientos de Rebeldía y Disciplina.

#### gaceta de arte
En una misiva dirigida a Domingo Pérez Minik datada el 17 de septiembre de 1931, Eduardo Westerdahl confirma desde Múnich que tiene la voluntad decidida de desarrollar una revista de arte y literatura desde Tenerife con una pretendida proyección internacional, para lo cual espera la participación de García Cabrera. El 1 de febrero de 1932 hace su aparición gaceta de arte. expresión contemporánea de la sección de literatura de círculo de bellas artes, cuyo primer número refleja la vocación inicial de la editorial de conectar con las corrientes ideológicas y culturales preconizadas con anterioridad por el proyecto Rebeldía y Disciplina, y reforzadas a su vez por el contacto de Westerdahl con el estado de las artes de Centroeuropa durante su estancia en la región. Eduardo Westerdahl dirige la revista, mientras Pedro García Cabrera asume el cargo de secretario; completan la nómina original del equipo de redacción Domingo Pérez Minik, Domingo López Torres, Óscar Pestana Ramos, Francisco Aguilar y Paz y José Arozena Paredes. 
gaceta de arte introduce sus fundamentos con su posición desde la primera página, donde afirman querer «ayudar a una nueva posición occidentalista de españa»; la tipografía se caracteriza originalmente por la carencia de mayúsculas, hecho justificado de igual manera en el primer número con el artículo por qué se escribe con minúscula de Franz Roh. A lo largo de sus 38 números, devenidos hasta su cierre definitivo en julio de 1936, la revista con lance mensual experimenta una relevante progresión en su alcance y en el número de colaboradores de prestigio, la ampliación en el rango de las tendencias abordadas y una diversidad evolutiva de trances circunstanciales, temáticos o conceptuales constatables en las aportaciones del escritor: la defensa de la arquitectura con finalidad social, la dialéctica entre abstracción racionalista y función biológica, los rasgos peculiares de la creación cultural en Canarias, la promoción del surrealismo en la literatura de vanguardia, o la interrelación de la actitud política y la ideológica con el pronunciamiento poético. Publica Pedro García Cabrera en gaceta de arte los textos el hacha y la máscara, casas para obreros, influencia mediterránea y atlántica en la poesía, perfil literario de eduardo herriot y guillermo apollinaire en 1932; el racionalismo como función biológica actual, poetas atlánticos. julio antonio de la rosa, y un primer extracto de transparencias fugadas en 1933; un nuevo extracto de transparencias fugadas, pasión y muerte de lo abstracto en "la voz a ti debida" y la concéntrica de un estilo en los últimos congresos en 1934; La cita abierta, El reloj de mi cuerpo y Con la mano en la sangre en 1936.

#### Tafira: reanudación de la literatura poética

##### Transparencias fugadas

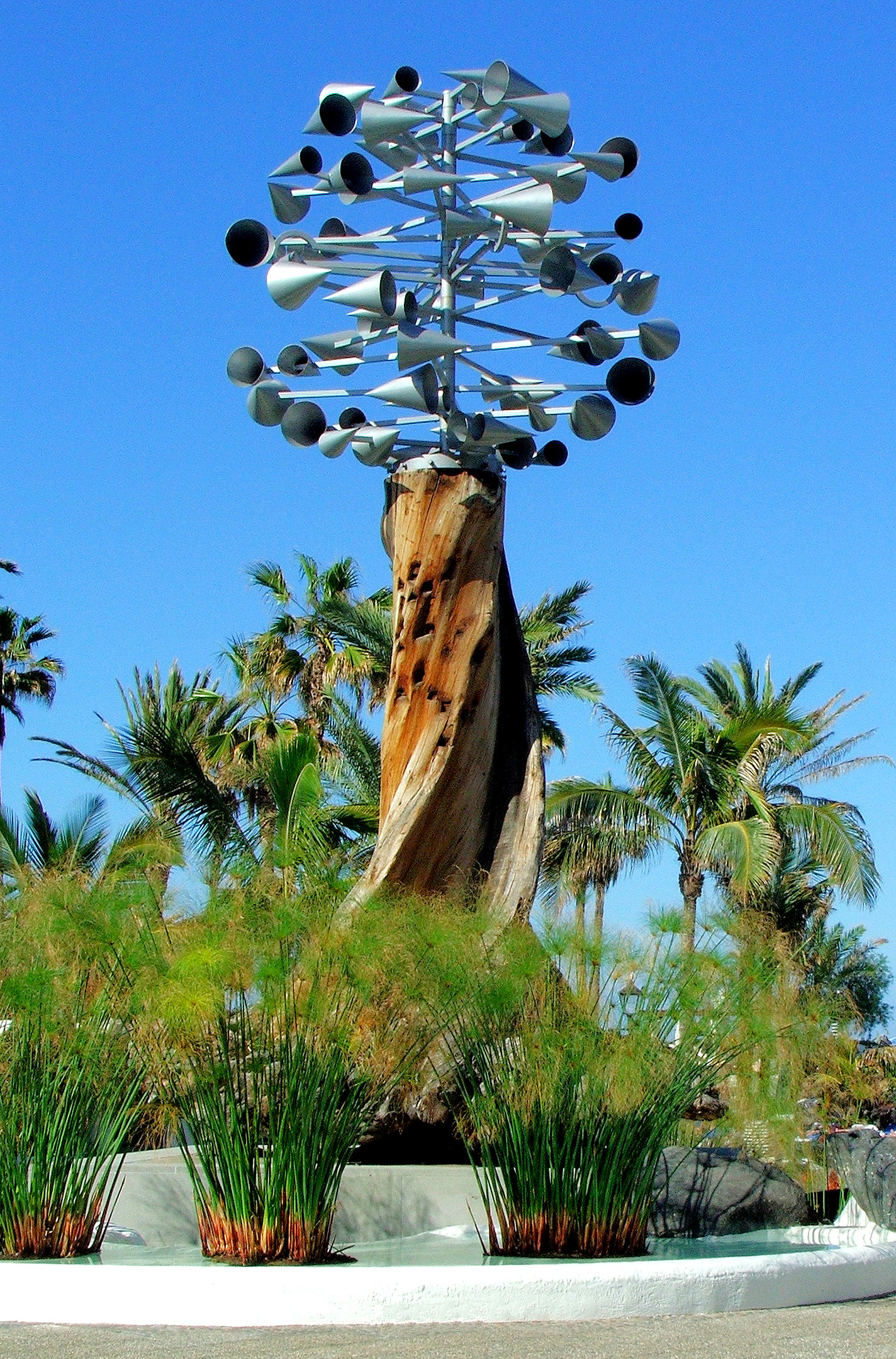
César Manrique, Barlovento (1977).

En su número 28 de julio de 1934, gaceta de arte anuncia la próxima aparición del segundo poemario de Pedro García Cabrera, Transparencias fugadas, a través de su misma editorial. Varias adelantos surgen en los meses previos de octubre y marzo. En una carta dirigida al poeta y ensayista Ventura Doreste en 1952, García Cabrera declarará haber concebido durante su estancia de 1934 en Tafira Alta, en Gran Canaria, «casi todas las "transparencias". Había hecho las 8 ó 10 primeras composiciones». Constituyen Transparencias fugadas 2 preludios, titulados Entronque lírico de Transparencias fugadas y Entronque intelectual de Transparencias fugadas, y 22 poemas inéditos con la sola excepción de los adelantos en la gaceta.
El Entronque lírico de Transparencias fugadas lo conforma únicamente la reproducción de la composición número 7 del primer poemario Líquenes; este primer entronque distingue el hecho de la continuidad discursiva que Líquenes y Transparencias fugadas ostentan en natural transición. Transparencias fugadas se correspondería con el simbolismo moderno en tanto manera de comprender el poemario, «de idearlo en su integridad como una armazón simbólica que le ofrece coherencia interna.» Es así que Transparencias fugadas responde por sí misma como una pieza coral aunque cohesionada en una unidad, que ensamblada con Líquenes estructura el asentamiento de una construcción poética aún mayor. La rodilla en el agua, pensada en este tiempo bajo diferente titulación y postergada al fin, mantendría por su parte cierto correlato creativo con sus precedentes; Pedro García Cabrera podría haber desarrollado su obra «según un criterio de "organicidad y de crecimiento", lo que indica también una suerte de "historicidad de la escritura".»
El Entroque intelectual de Transparencias fugadas se introduce con la idea de prefacio, y su expresión críptica y reflectante previene efectivamente sobre lo que le ha de seguir; estos poemas o transparencias fugadas son «los poemas del aire en movimiento», y su motivo temático, el aire, es la clave de unidad del conjunto. El cuarto párrafo del breve entronque, el último y el de mayor concreción, aclara cómo determinados casos se presentan sin una completa filiación al canon del motivo al que se debe el libro, a causa de diferencias circunstanciales insalvables en su producción. El viento, según este entronque, «es agradable a lo concreto y a lo abstracto», y en Transparencias fugadas, en efecto, se redistribuyen los elementos en autonomía funcional de entre los conceptos desarmados, conformándose planteamientos en campos cuya ambigüedad y pureza figurativa responden con versatilidad multiplicadora ante inquietudes específicas o cuestiones de amplitud. 
El rastro que en Pedro García Cabrera conduce hasta su segundo poemario exhibe varios hitos indicativos del orden de su recorrido: los ensayos de 1930 La ordenación de lo abstracto y El hombre en función del paisaje proporcionan una idea del itineario intelectual en el que autor se habría hallado inmerso hasta lograr su trabajo de 1934. En La ordenación de lo abstracto es característico del arte nuevo lo abstracto no traducible a la plástica o a la música; la ordenación en este género de abstracción es prioritario en el artista de la época y «perfilar el aire, fisonomizarlo, distinguirlo, nombrarlo, es una manera de ordenar.» El hombre en función del paisaje trata el efecto de la psicología del paisaje ahondando en la especificidad de lo insular, y aún en la de Canarias, mientras que García Cabrera ha entendido Transparencias fugadas en función de su propio ensayo, interpretándose a sí mismo o a sus introspecciones en el sentido de su ser paisajístico, o bien valiéndose de propiedades del paisaje para desentrañar su cauce emotivo. 
En su artículo para gaceta de arte de noviembre de 1932 dedicado a Guillaume Apollinaire, García Cabrera considera al escritor francés como primer agente del orden entre el tropel de las vanguardias, de mirar ahistórico, espontáneamente objetivador. En mayo de 1934 atiende al alcance de La voz a ti debida de Pedro Salinas, que relega la ordenación de lo abstracto a la hondura germinal de un lirismo eminente retrotraído hasta lo tangible; en el momento de la aparición del artículo en gaceta, Transparencias fugadas se encuentra en las semanas previas a su publicación. La primera edición se realizará finalmente en formato de plaquette con ilustración en portada de Maruja Mallo en noviembre de 1934.

##### La rodilla en el aguayLos senos de tinta
Desde al menos el mes junio de 1934 existe constancia de la elaboración del tercer poemario de Pedro García Cabrera. Titulado originalmente Isla, se inicia durante la estancia en Tafira y se termina de redactar en 1935 en Tenerife. El escrito permanecerá inédito hasta 1981, año en el que la Editorial Benchomo asume su publicación con la nueva titulación de La rodilla en el agua. Forman este trabajo un prólogo y 39 poemas asimismo entitulados, carentes de numeración. 
Una anotación final tras el prólogo en la versión de la primera edición del poemario es agregada por el propio autor. También en 1934, en Tafira, se sitúa el inicio de la redacción de Los senos de tinta, un ejercicio de prosa poética esencialmente ideado en la vertiente del movimiento surrealista. Los senos de tinta permanecerá inédito hasta su integración en el volumen I de las Obras completas del escritor, en 1987; todas las versiones del escrito se presentan como incompletas, no habiéndose conservado la primera hoja del original mecanografiado, que se interrumpe abruptamente en su página 18. Su escritura dataría de mayo de 1934, tras dejar en fase de borrador los poemas de La rodilla en el agua. Puede, sin embargo, considerarse más aceptable «situar la redacción de Los senos de tinta después de de la exposición surrealista de de mayo de 1935 o, al menos, después de la salida de Crimen (a finales de 1934), el libro de Agustín Espinosa con el que guarda ciertas similitudes.»

#### Exposición Surrealistade 1935
En mayo de 1935, a través de la mediación del pintor Óscar Domínguez desde París y de la gestión organizativa del compañero de redacción en gaceta de arte y presidente del Ateneo de Santa Cruz de Tenerife, Agustín Espinosa, con Eduardo Westerdahl y el resto del equipo de gaceta, se desarrolla en la sede de la institución santacrucera la realización de la muestra Exposición Surrealista, la primera exhibición de estas características celebrada en España y la segunda muestra dentro de su género con una pretendida proyección internacional tras la International kunst-udstilling kubisme-surrealisme de Copenhague en el mes de enero.
La exposición, abierta al público entre los días 11 y 21, cuenta con la participación presencial de los representantes del surrealismo parisino André Breton, Benjamin Péret y Jacqueline Lamba; la inclusión del poeta Paul Éluard en el encuentro habría sido prevista inicialmente. Se exhiben 76 obras entre cuadros, collages, esculturas y fotografías de Pablo Picasso, Joan Miró, Salvador Dalí, Max Ernst, Alberto Giacometti, Marcel Duchamp, Man Ray, René Magritte, Yves Tanguy, Victor Brauner, Dora Maar, Giorgio De Chirico, Hans Bellmer, Jean Arp, o el propio Óscar Domínguez, entre otros artistas. El evento es complementado con una serie de conferencias y encuentros con los organizadores y sus invitados; André Breton pronuncia la ponencia anunciada como Arte y política, que se basará en una conferencia previa del teórico del surrealismo titulada Position politique de l'art d'aujourd'hui, ofrecida en esta ocasión el 16 de mayo en el Ateneo de Santa Cruz. La segunda conferencia de Breton, con idéntico título que la primera, es dictada en el Círculo de Amista XIV de Abril, sede del Partido Socialista del Puerto de la Cruz. La intervención de André Breton se limita a una alocución breve; Agustín Espinosa lee la traducción española de la conferencia dictada el día 16 en el Ateneo. Breton recita además algunos de sus poemas, entre otros, L'Union libre, «que previamente había traducido García Cabrera, si bien no hizo falta leer la versión española que había preparado, por lo emotivo de su declamación.»
Pedro García Cabrera participa en este acto con un recital de sus poemas. Los días 25 y 26, Benjamin Péret imparte sendas conferencias en español; en la primera, en torno a la temática Marxismo y Religión en la sede de la agrupación Socialista Tinerfeña de Santa Cruz, ocupa el lugar de García Cabrera, de quien se habría previsto la participación igualmente como conferenciante. La segunda conferencia, Análisis marxista de la religión, se emite en un acto celebrado en el Cinema Olympia con organización de la Agrupación Socialista del Puerto de la Cruz y cierre de García Cabrera, quien se pronuncia finalmente a partir de lo expuesto previamente por Péret. El contingente francés, alojado en Tenerife desde el 4 de mayo, realiza multitud de excursiones por la isla con los componentes de gaceta de arte; durante el desarrollo de las jornadas es redactado además un Manifiesto Surrealista, que firmarán Breton, Péret, Westerdahl, Agustín Espinosa, López Torres, Pérez Minik, y Pedro García Cabrera. Los recitales de Breton posición política del arte de hoy y la unión libre serán recogidos junto con la reseña actividades del grupo surrealista en tenerife en el número 35 de gaceta de arte en el mes de septiembre.
Finalizada la estancia de los artistas franceses en la isla y con motivo del cierre de la exposición, se programa la proyección del film de 1930 La edad de oro, de Luis Buñuel. El estreno de la cinta habría sido fijado inicialmente para el día 2 de junio. Sin embargo, diversas movilizaciones institucionales y mediáticas promovidas en razón de su contenido por colectivos católicos insulares, tales como la Juventud Católica Femenina o el diario Gaceta de Tenerife, implicarán sucesivos retrasos y restricciones en el programa. La proyección de La edad de oro resultará definitivamente prohibida por la Gobernación civil el 15 de junio. García Cabrera responde a la intervención sobre el pase de la película con El pleito surrealista. La moral del tanto por ciento en el periódico La Tarde sumándose por otra parte al Manifiesto de Gaceta de Arte contra la campaña de un diario de esta localidad en el mismo verspertino. A su vez, la Gaceta de Tenerife se referirá al poeta y antiguo colaborador en sus páginas con la réplica de Y va un poco de historia, con remembranza de los inicios del escritor gomero en su grupo editorial. La edad de oro se exhibirá, con todo, al año siguiente, en el mes de febrero y bajo supervisión. En octubre de 1935 se hallaría impreso el segundo número del Boletín internacional del surrealismo por la gaceta, que también rubrica el político y escritor.

#### Dársena con despertadores

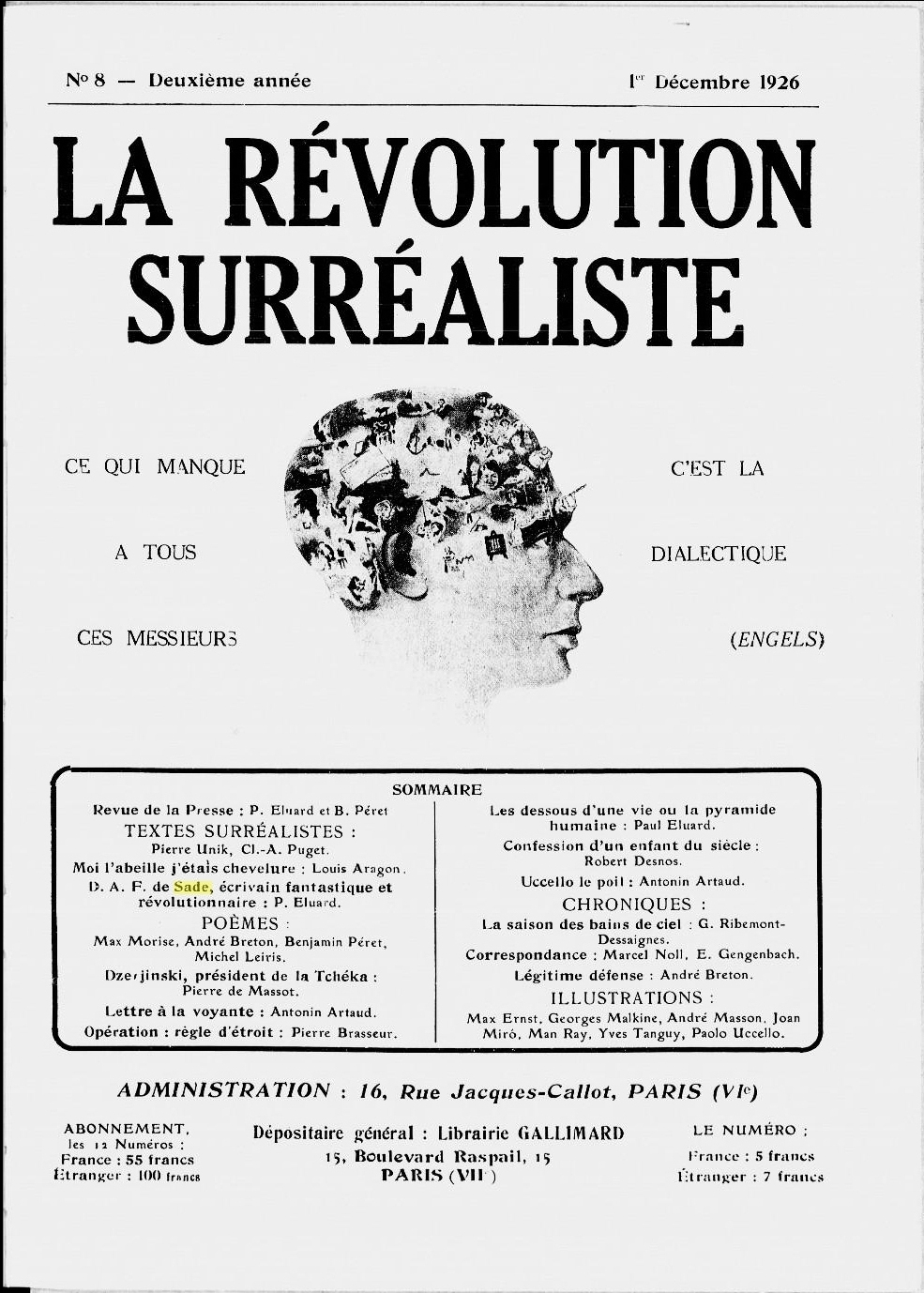
Portada; N.º 8, (1926).

Al año 1924 corresponde la creación oficial del grupo surrealista; es en este tiempo que el movimiento se congregará en torno a André Breton, autor en la misma fecha de Manifeste du surréalisme. A partir del primero de diciembre el colectivo impulsa el órgano de difusión regular La Révolution Surréaliste, cuyo aspecto en tanto revista «en nada se diferencia de una de carácter científico. Pierre Naville, que comparte la dirección con Benjamin Péret, buscó la semejanza con una revista como La Nature [...] La portada lleva esta premisa inicial: "Es necesario llegar a una nueva declaración de los derechos del hombre."» Entre los número 8 y 9 de diciembre de 1926 a octubre de 1927 se sitúa la adhesión de André Breton, Paul Éluard, Benjamin Péret, Louis Aragon y Pierre Unik al Partido Comunista de Francia, entendiendo la posibilidad de compatibilizar las revoluciones preconizadas por la facción política y la artística; el grueso del grupo surrealista admitiría esta integración sin participar de la misma acción. Las disensiones entre el partido y el cuerpo de vanguardias parisino llevaría sin embargo a este último a una filiación eminentemente nominal; así, «contra los asociales como Artaud y contra los políticos puros como Naville, que afirman las incompatibilidad entre surrealismo y marxismo, el camino elegido será el de una fidelidad de principio, aunque la práctica quede provisionalmente adormecida.»
En su Second manifeste du surréalisme de 1929, Breton se expresará en términos concretos respecto al posicionamiento del movimiento, considerando fundamentalmente «que la política y la ética son lo mismo: idéntico movimiento nace del perfeccionamiento espiritual y del imperativo revolucionario; el surrealismo es una verdad práctica y no sirve para nada si no cambia realmente la vida de quien lo vive y la de los demás.» En 1933 el grupo surrealista se escinde oficialmente del Partido Comunista de Francia y en 1935 de la Internacional Comunista.
Hacia la segunda mitad de 1934 Pedro García Cabrera da muestras de un acercamiento ideológico a la propuesta funcional del surrealismo; la práctica totalidad del sector partidario del movimiento en gaceta de arte ha adelantado ya una literatura definida en este sentido, mientras que pintores isleños como Óscar Domínguez o Juan Ismael poseen un lenguaje plástico avanzado dentro de la tendencia. García Cabrera comenta en la revista Avance los poemas a tono con la vanguardia de Romanticismo y cuenta nueva firmados por Gutiérrez Albelo, mientras que él mismo habría incursionado en su práctica con la tentativa de Los senos de tinta. Con su defensa de la pertinencia de la abstracción en tanto simiente perenne y virtual del arte social ante las críticas en el seno del socialismo en sistematización expresada en la concéntrica de un estilo en los últimos congresos de noviembre, Cabrera reconoce que el surrealismo, «sin salir de lo individual, avizora insospechados objetos en las floraciones difusas de la subconciencia».
García Cabrera suscribe finalmente en mayo de 1935 el segundo número del Boletín Internacional de Surrealismo, orientado a referir los valores de la observación clínica de la vida inconsciente y la consonancia con el materialismo dialéctico. A principios de julio de 1936 el autor, residente en San Cristóbal de La Laguna, emprende mediante el empleo de una modalidad personalizada de la escritura automática las ocho composiciones que, con su prólogo, suponen el cuarto poemario Dársena con despertadores, de deliberado surrealismo. Siendo su redacción completa, Cabrera es detenido en la misma localidad y trasladado a dependencias del ejército por la Guardia Civil el 18 de julio, al tiempo que el general Francisco Franco decreta desde la Comandancia Militar de Las Palmas, en Gran Canaria, el estado de guerra para todo el archipiélago, ratificando el golpe de Estado en España de 1936.

### Exilio

#### Guerra civil española

##### Detención: Artillería y elArchipiélago fantasma
El 18 de julio de 1936, Pedro García Cabrera, con reciente regreso de Madrid en función de compromisario por la provincia para la elección del líder del Frente Popular Manuel Azaña como presidente de la República, es detenido en La Laguna, ocupada por los artilleros del Grupo de Montaña con escasa oposición. El entonces teniente de alcalde en el Ayuntamiento de Santa Cruz de Tenerife es trasladado al Cuartel de Artillería de la ciudad, donde permanece durante varios días. 
El cuerpo militar sublevado en la isla habilita en la rada del puerto capitalino los barcos Santa Rosa de Lima, Santa Elena, Gomera, Adeje y Porto Pi, conocidos popularmente y con posterioridad como Archipiélago fantasma, en vistas al confinamiento inmediato de aproximadamente 500 presos políticos. El escritor es nuevamente trasladado a uno de los barco prisión en puerto, donde continúa detenido hasta el 17 de agosto; con esta data se identifica el proceso en cubierta de llamamiento de 38 presos identificados para su traslado a la colonia española Río de Oro (Posesiones Españolas en el Sahara) siendo García Cabrera uno de los nombres seleccionados. Los prisioneros reservados para la deportación son retenidos la misma noche en la bodega del Adeje y transportados seguidamente en remolcador al barco correo Viera y Clavijo, provisto para su transbordo al emplazamiento de los sublevados en la península de Río de Oro. 
En un fogonero con cuatro literas del correo, los prisioneros descubren «pintadas dándole ánimo y vivas al Frente Popular [...] Ese hecho va a tener una gran importancia a la hora de entender el apoyo de la tripulación del vapor-correo a la fuga que se va a producir siete meses después.» El 17 de agosto al anochecer zarparía el Viera y Clavijo, con un total de 37 presos destinados a la costa africana. El periódico La Tarde dará noticia del traslado en su portada del 24 de agosto de 1936.

##### Deportación: Fuerte de Villa Cisneros
Desde la mañana del 18 de agosto de 1936 hasta la tarde del mismo día el barco correo que contiene a los 37 prisioneros políticos entre los que se encuentra García Cabrera hace escala en el Puerto de la Luz en Las Palmas de Gran Canaria; los deportados son forzados a abandonar el transporte y conducidos al campo de concentración ubicado en La Isleta, que el poeta describirá como «un pulmón de odio; no parecía sino arrancado de una página de Dante».
Nuevamente embarcados, el vapor con los reclusos hace escala en Fuerteventura el 19 de agosto, en Cabo Juby y arriba por último a Villa Cisneros, en disposición de instalaciones para el control de los represaliados. Un cuerpo de militares oriundos de la región custodia el campo alambrado de prisioneros, que es cercado por las tiendas de los nativos y sus familias. Los internos del campo de Villas Cisneros son utilizados primeramente como mano de obra para la construcción de carreteras; García Cabrera es movilizado al menos en tres ocasiones a distintos emplazamientos para tareas de elaboración de vías, hasta retornar al campamento inicial de su expatriación el 14 de febrero de 1937. Durante los primeros siete meses de aislamiento en torno a Villa Cisneros, 14 deportados son reclamados y enviados nuevamente a Tenerife, donde son en dos casos ejecutados mediante fusilamiento, los demás encarcelados o desaparecidos. 
El escritor y represaliado socialista recibe con sus compañeros en la base sahariana las diversas noticias sobre las ejecuciones que ya se están practicando en Canarias, temiendo por su parte la aplicación de la ley de fugas sobre los no desplazados en la misma colonia africana. Los reclusos, que desde los primeros meses de 1937 están empezando a ser reclamados por la justicia para su procesamiento, ven con inquietud su mantenimiento en las instalaciones sin mandato para mano de obra. Mientras, se produce convocatoria en la base para la declaración por investigación sobre los casos de votantes de la destitución del general Franco como comandante militar de las Islas en mayo de 1936 desde el consistorio santacrucero. El prisionero José Rial Vázquez, militante del PSOE y redactor-jefe para La Provincia durante la República, dará crónica personalizada de este episodio: 

«Buscan ahora los proveedores de los verdugos y husmean afanosos, como una jauría, a los concejales que votaron la petición de la destitución del caudillo faccioso como comandante general de las islas. [...] Y dos de esos concejales del Ayuntamiento de Santa Cruz -que por cierto no había tomado el acuerdo-, Domingo López Torres y Santiago Albertos, dos jóvenes de apenas veinticinco años, han sido fusilados.»

En marzo de 1937 las tropas nativas dirigidas por el comandante del Fuerte de Villa Cisneros y el alférez se adentran en el desierto para pacificar una insurrección tribal. Los desplazados son custodiados entonces por los soldados españoles, de origen canario en su mayoría. En estas circunstancias atraca en la localidad el vapor Viera y Clavijo cuya tripulación habría entablado ya relación con los represaliados durante su transporte al campo sahariano.

##### Fuga a Dakar
En mayo de 1945 Pedro García Cabrera se presenta ante el juez y secretario del Juzgado Militar de Tenerife, responsable de la instrucción de la Causa 96/37 en la institución, para presentar declaración sobre los hechos acaecidos durante la noche del 13 al 14 de marzo de 1937 en el campo de detención de Villa Cisneros, transcribiéndose:

«Que sobre la tres [sic] de la madrugada del día 14 de marzo de 1937 se encontraba el declarante durmiendo, cuando fue despertado por un grupo de soldados y confinados con armamento, que le obligaron a levantarse, diciendo al declarante que se habían apoderado del Fuerte y marchaban al extranjero, y que el declarante padecía reumatismo crónico en las principales articulaciones que le imposibilitaba moverse normalmente, limitándose por tanto a ser un elemento pasivo en todos las incidencias [sic] que tuvieron lugar la noche de autos; que más tarde les obligaron a entrar en unas falúas y los llevaron al vapor»

Dos testimonios correspondientes al soldado Luciano Minguillón García y al periodista deportado José Rial Vázquez, involucrados activamente durante la fuga del campo de Villa Cisneros la madrugada del 14 de marzo de 1937, coinciden en que 8 cabos canarios responsables de la guardia de los presos promovieron y facilitaron el escape de 23 deportados y 93 soldados del lugar. Habrían facilitado al menos quince rifles para la ocupación del fuerte en connivencia con los presos, encontrando durante la toma del recinto apoyo, neutralidad o escasa resistencia entre las unidades militares no directamente involucradas en la maniobra. 
Según la versión del propio Rial, un deportado, el sargento y varios soldados se presentan a la puerta de la vivienda del alférez Francisco Malo Estebán, «éste se niega a entregar el mando y dispara matando al soldado Virgilio Munuera Domínguez. Los alzados forcejean con el alférez, sobre todo Lucio Illada que según su propia versión de los hechos [...] trata de reducirlo pero la resistencia del militar hace que los demás disparen, matándolo. Pedro García Cabrera, en la entrevista que se le hace en 1981, da entender que Lucio fue el que disparó». Luicio Illada Quintero, líder socialista y sindicalista de La Orotava será trasladado al terminar la guerra a Santa Cruz de Tenerife y fusilado el 13 de enero de 1940 junto al sargento insurrecto Miguel Ángel Rodríguez.
Con el campo de prisioneros bajo control, los alzados dan instrucciones a un práctico aplicado al manejo de una falúa para el abordaje del vapor Viera y Clavijo durante la conducción de este por ría hasta Villa Cisneros. Se planea la distribución de 20 hombres evacuados en camión para refuerzo a la costa, 12 en la falúa para la toma del barco, y la espera del restante de los amotinados en la guarnición. Militares y prisioneros son embarcados en sucesivas tandas. Asumen el mando del barco los pilotos de marina mercante Layo Rodríguez Figueroa y Francisco Verdejo Berástegui, que dejan atrás la bahía de Río de Oro rumbo a Dakar.

##### Asistencia al bando republicano: de Marsella a Jaén
El grupo en fuga de Villa Cisneros viaja entre los días 14 al 17 de marzo de 1937 buscando asilo en África Occidental Francesa, navegando así hacia Dakar. En el mar, los amotinados forman un comité para su organización provisional, que preside el sindicalista Lucio Illada Quintero, con la secretaría del sargento Miguel Ángel Rodríguez, y cinco vocales entre los que se halla el escritor Antonio Suárez Velázquez. Alcanzan el puerto senegalés de Dakar desplegando la bandera de la Segunda República Española, coincidiendo distintas crónicas sobre el encuentro en que la Comandancia de Marina francesa habría respondido con la izada de la misma enseña. 

En puerto, los españoles son retenidos durante dos días a bordo del buque hasta la obtención del permiso que les permite entrar reglamentariamente en el territorio de Senegal. En Villa Cisneros se ha realizado el reconocimiento de los dos muertos en el Fuerte, procediéndose a la incoación de la Causa 96/37 por la Auditoría de Guerra de Canarias el 15 de marzo. El 18 de marzo, el Juzgado Permanente Militar asume la causa por delito de rebelión de acuerdo con el art. 400 del Código de Justicia Militar, y el día 28 se sigue a la elaboración de una relación de los bienes y familiares de todos los evadidos. 

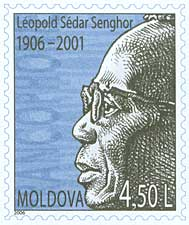
Sédar Senghor en un sello moldavo.

El 1 de abril se extiende el Auto de procesamiento oficial en Santa Cruz de Tenerife. En Madrid, el periódico Ahora da noticia el día 8 de la fuga con El terrorismo faccioso en Canarias. En Dakar, la casa Sotomark suministra víveres a los rebeldes, que se gestionarían en un «desorden anárquico y discusiones». Pedro García Cabrera entablará amistad en este periodo con el poeta y futuro jefe de Estado de Senegal, Léopold Sédar Senghor.
Tras varias semanas en la capital de la federación colonial, los refugiados españoles embarcan en buques franceses provenientes de América sin escala prevista en Canarias; el planteamiento es que los presos políticos acompañen a los soldados «para ser sus avalistas ante las autoridades republicanas y puedan ser aceptados en sus unidades correspondientes.» García Cabrera toma junto a otros compañeros el Campaná venido de Argentina para, haciendo escala en Casablanca, atracar de acuerdo a lo planeado en el puerto de Marsella. 
Desembarcarían en la ciudad 30 fugados el día 8 de mayo, que se movilizan, cruzando la frontera del país por Port Bou en ferrocarril, hasta el bastión republicano de Barcelona. Después de tres días alojados en un convento de la Ciudad Condal, el grupo de refuerzos se desplaza en la línea del ferrocarril hasta Valencia, presenciándose ante el Comité Antifascista Canario en la localidad en vistas a la formalización de su asistencia, reclutamiento u ordenación en el empleo público; un breve relato de este periplo resulta incluido en julio en la revista mensual republicana Hora de España. Cabrera habría radicado en Valencia al menos hasta el verano de 1937; en el año, es encomendado al Ejército Sur partícipe del Ejército Popular de la República, presentándose en Baza, donde tiene su Cuartel General el Ejército de Andalucía a finales de 1937. También en Baza tiene su sede el Servicio de Información Militar, en el que Pedro García Cabrera ingresa como Jefe del Destacamento en Jaén desde el 22 de enero de 1938. Recibe el encargo de la administración y abastecimiento de los servicios del SIM en toda la provincia.
En la madrugada del 4 de febrero de 1938, retornando de un acto de servicio en Andújar a Jaén capital, el vehículo que contiene a García Cabrera junto a otros ocupantes cruza un paso a nivel en el momento de su tránsito por un tren de transporte de heridos bajo la administración republicana, arrollando el automóvil. El escritor queda parcialmente atrapado en el vehículo, reportándose su caso como el de la única supervivencia de entre los pasajeros del auto en el accidente. Vestido de paisano durante el trance, Cabrera es ingresado en el Hospital Provincial de Jaén y alojado en el ala reservada para civiles del recinto. Se le reconocen quemaduras de segundo grado en ambas piernas, fractura del brazo izquierdo y heridas en un pómulo, sumiéndose en la inconsciencia durante 22 días.
Recupera la consciencia en el sector civil del Hospital de Jaén, donde está siendo tratado por la enfermera Matilde Torres Marchal. Al ser identificado como miembro del Ejército de la República, es removido a la sección militar del Hospital, donde continúa recuperándose hasta que el avance de los sublevados en la zona fuerza el reasentamiento de los servicios, personal y pacientes sanitarios en retirada hasta Baza. En el Hospital de Baza la convalecencia de Pedro García Cabrera se prolonga durante meses, en un tratamiento que obliga al accidentado a mantenerse la mayor parte del tiempo en cama para recuperar la movilidad en las piernas. Parcialmente curado, el poeta visita el Balneario de Baños de Zújar con la enfermera Torres Marchal, que le acompaña ya asiduamente. 
Hostigado por la entrada de los nacionales en Baza, García Cabrera se desplaza hasta Cartagena procurando un pasaje en barco que le facilite la huida del país y que no obtendrá, impedido en parte por la excesiva demanda de embarques en el puerto. Desde Cartagena retorna al Hospital de Baza; acusado de pertenencia al bando republicano, resultaría detenido por varios vecinos durante una salida a la calle el 29 de marzo de 1939. Una vez apresado, ingresa en la prisión n.º 2 con sitio en la iglesia de los Dolores de la población granadina bajo custodia administrativa del bando nacional.

#### Prisión en Granada
El 1 de abril de 1939 se da el último parte de la guerra civil española con el anuncio del fin del conflicto y la victoria de los nacionales sobre el ejército republicano, que comunicará Radio Nacional de España. Detenido por civiles en el trazado urbano de Baza el 29 de marzo, Pedro García Cabrera ingresa en la prisión n.º 2 habilitada en la iglesia de los Dolores de la ciudad, intervenida por las autoridades militares en el régimen de los sublevados. El acusado presta una primera declaración ante la Guardia Civil por la anterior Causa 96/37 relativa a su participación en la fuga de Villa Cisneros. 
La administración de la 9.ª Región Militar abre contra su persona tres nuevas causas; una de las diligencias abiertas por la Guardia Civil en Granada, iniciada el 30 de septiembre, se fundamenta en las actividades que el acusado habría realizado para el Servicio de Información Militar dependiente del Ministerio de Defensa de la República. El 23 de noviembre se decreta su prisión preventiva. Se requieren informes sobre García Cabrera a los órganos competentes en Canarias para la instrucción de la Causa 96/37, proporcionándose documentos desde la Guardia Civil, la Policía, la Guardia Municipal y Falange de Santa Cruz de Tenerife. 
Desde al menos noviembre de 1939 se lleva a cabo paralelamente en Tenerife el proceso de acuerdo a la misma Causa contra los amotinados de Villa Cisneros, Lucio Illada Quintero, Miguel Ángel Rodríguez, Juan Ramos Muñoz, Pedro Hernández Lorenzo y Manuel Illada Quintero que se resuelve en todos los casos con condena a pena de muerte, efectivas a lo largo de 1940. Otros políticos deportados y militares juzgados por el mismo motín son condenados a largas penas de prisión. El 14 de febrero de 1940 el Auditor de Granada considera que Pedro García Cabrera debe ser juzgado en Tenerife; en las semanas siguientes se solicita su traslado a la isla, y el 11 de marzo de 1940 el Auditor de Guerra de Tenerife comunica al juez que su petición ha sido enviada al comandante general de Canarias.
García Cabrera seguirá recluido en la Prisión Civil de Baza hasta el 24 de julio de 1942, fecha en que es removido a la Prisión Provincial de Granada, donde ejerce como empleado para las oficinas del economato, y como encargado del suministro y la alimentación en el recinto. No habiéndose obtenido respuesta desde la comandancia general de Canarias para su requerimiento, el escritor abandona la Prisión Provincial de Granada al concedérsele por orden del capitán general de la 9.ª Región la libertad provisional el 21 de diciembre de 1944. La razón de la omisión final en la requisitoria de García Cabrera para su proceso por la Causa 96/37 en Granada ha sido atribuida a la intermediación de su antiguo compañero en Gaceta de Arte y jefe provincial de Falange en Santa Cruz de Tenerife, Francisco Aguilar y Paz, quien lograría «su libertad provisional, gracias a la coincidencia de apellidos con otro García Cabrera a quien no se le podía reprochar gran cosa, y se lo lleva con él a Madrid a la Escuela de Capacitación Agrícola». El 24 de enero de 1945 Cabrera es nuevamente detenido en Madrid con motivo de la requisitoria por la causa aún abierta sobre la fuga de Villa Cisneros, siendo en consecuencia reclamado por el juez instructor en Canarias para ingresar en la Prisión Provincial de Tenerife el 27 de abril.

#### Literatura en el exilio

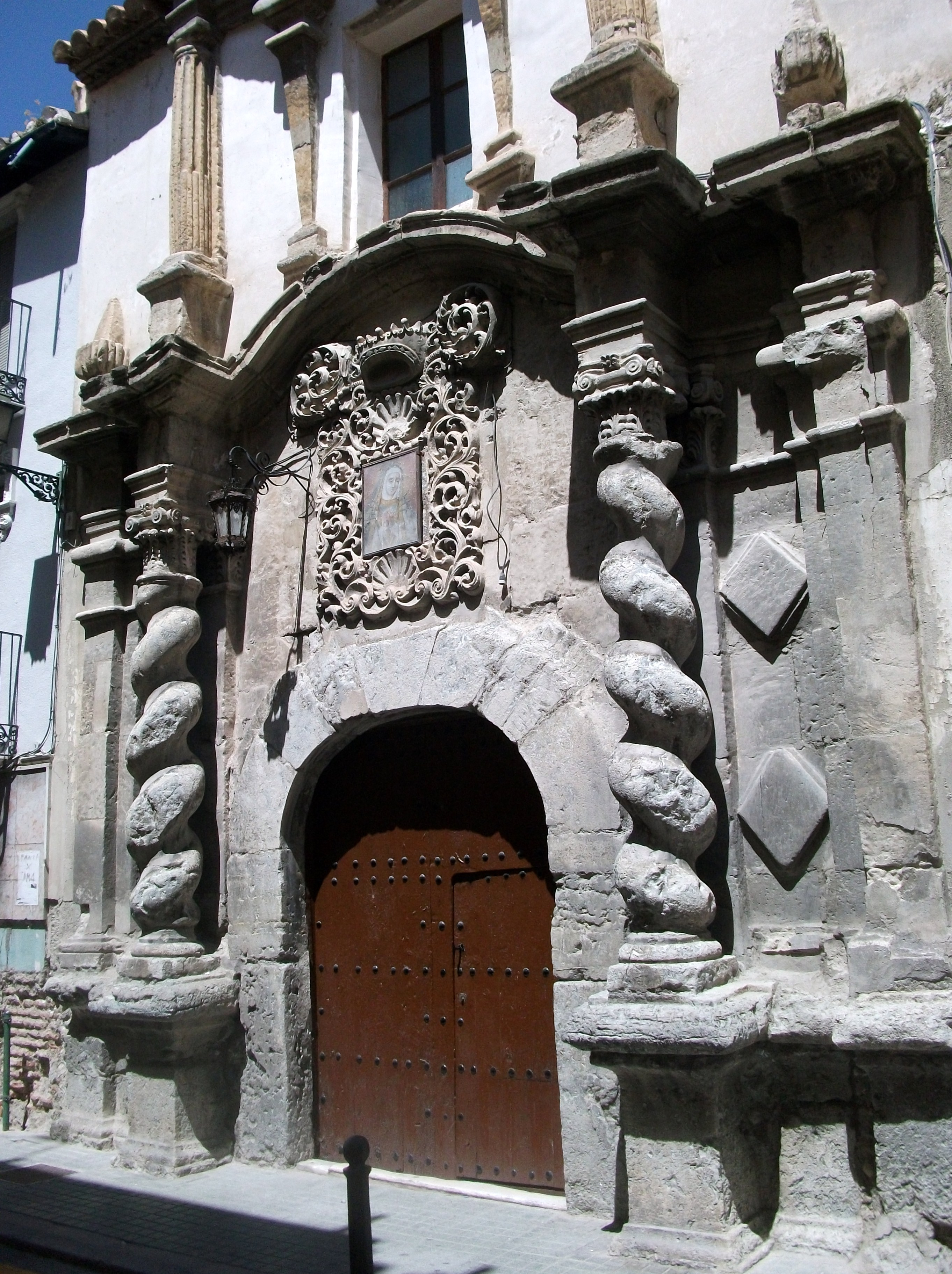
Iglesia de los Dolores, Baza.

En la correspondencia mantenida desde Península de Oro y en especial en su reclusión en Villa Cisneros con los familiares Petra Cabrera Fernández, Consolación García Sánchez y Pedro García Sánchez, el poeta García Cabrera proporciona información sobre su condición como preso político y deportado en el Sáhara español, comunicándole a su padre en misiva del 2 de noviembre de 1936 la intención de escribir con inminencia un libro de versos surrealistas. Tres poemas de evidente surrealismo y no adscritos entonces a un poemario en particular, La cita abierta, El reloj de mi cuerpo y Con la mano en la sangre, habían sido adelantados en el n.º 38 y último de Gaceta de Arte, en junio de 1936. 
El surrealismo de García Cabrera, centrado hasta el momento en el conocimiento de sus propias posibilidades y aún cercano a su desprendimiento de La ordenación de lo abstracto, se abre en adelante a la voluntad expresiva del autor y a la demanda de sus circunstancias, prolongando el tono oportuno y premonitorio de sus últimos adelantos en gaceta para elaborar Entre la guerra y tú.
El poemario, iniciado por lo tanto en Tenerife con sus tres primeras composiciones y completado durante el exilio, mayoritariamente en prisión en Baza, se presenta truncado para imprenta, habiéndose perdido varios originales a lo largo de la contienda. Los poemas de Entre la guerra y tú son numerados consecuentemente de acuerdo a la idea inicial del texto integral, respetándose el defecto de carencia de partes en el correspondiente cifrado. Hasta 30 piezas habrían integrado originalmente el poemario, si bien el propio autor advertirá al prologarlos la pérdida de otros que habían de sucederles, así como olvido de su cuantía. 
En Villa Cisneros, Cabrera emprende la redacción aparte Con el alma en un hilo, formada a su vez por las secciones Cuarto creciente, Luna llena, Cuarto menguante y Luna nueva, siendo esta última manuscrita en Dakar; el compendio de Con el alma en un hilo supone la narración a modo de canto de la deportación de los 37 presos políticos a Península de Oro desde Tenerife y su fuga a África Occidental Francesa vividas por el autor e inscritas con su prólogo entre el 19 de agosto de 1936 y el 28 de marzo de 1937; García Cabrera relataría cómo el texto fue salvado de los registros, «merced a haberlo copiado, con un lápiz muy fino, en las hojas de un estuche de papel de fumar, al que había desconectado las páginas escritas».
Los cuatro largos romances de Con el alma en un hilo se suman al siguiente romance de En el puño del recuerdo de 1940 y a los 18 cantos descriptivos de 1939 y 1940 Agenda de un prisionero, inspirados en la estancia en prisión en Baza, para hacer la totalidad del poemario Romancero cautivo, romancero del encierro de Pedro García Cabrera en la cárcel. En 1940 prepara el poeta gomero La arena y la intimidad, consistente en 50 piezas distribuidas en la inicial El arenal, los Granitos de arena, con los poemas del I al XXIX, y La arena y la intimidad, con la clasificación del XXX a XLIX; se recuperan las vivencias en la prisión de Villa Cisneros, expresadas esta vez en un diálogo personal con el desierto, resultante en pasajes como movimientos. 
A comienzos de abril de 1941 el escritor intercambia sus primeros correos en régimen penitenciario con la enfermera Matilde Torres Marchal, comunicándole el reciente fallecimiento de su madre, Petra Cabrera. La formación del cuarto poemario en el exilio, Hombros de ausencia está datada por García Cabrera entre los años 1942 y 1944, en Baza y Granada; el título original de esta colección de 28 poemas, 21 de los cuales están fechados en días, mes y años, debía de ser Circuito de ausencia. Su prólogo se firma en «Isla de Tenerife», el 3 de julio de 1946; el carácter de la obra es de unidad, desplegada en posibles variaciones, «como análisis espectral de la ausencia».
El quinto poemario de García Cabrera en el exilio, Viaje al interior de tu voz, se acomete en Granada en 1944 y se culmina en Tenerife en 1946, con el autor bajo libertad vigilada; el conjunto, ordenado en 4 jornadas, 3 sueños y una apoteosis, se enmarca en la temática amorosa. Ninguno de los 5 poemarios escritos por Pedro García Cabrera durante su exilio tendrá publicación durante la Dictadura de Francisco Franco.

### Indulto

#### Proceso en Tenerife
Tras aproximadamente tres meses preso en la cárcel de Carabanchel de Madrid, García Cabrera ingresa en la Prisión Provincial de Tenerife el 27 de abril de 1945 a la espera de juicio por las causas contra él abiertas, motivadas mayoritariamente por la naturaleza de su participación en la fuga de Villa Cisneros de 1937, y su actividad al servicio del Ejército Popular Republicano con especial observancia a las funciones prestadas para Servicio de Inteligencia Militar. 
El 22 de mayo, con su proceso en fase de instrucción, le es concedida la libertad provisional, condicionada por la obligación de personarse cada 8 días ante el juez reglamentario. De acuerdo con las conclusiones emitidas por el Fiscal Jurídico Militar en agosto, los hechos imputados al acusado en relación con los acontecimientos de la madrugada del 14 de marzo de 1937 en el Fuerte de Villa Cisneros, constituirían un delito de rebelión en su forma de adhesión por participación directa y voluntaria, no obstante siendo su actitud meramente pasiva. Es considerada la declaración previa de Cabrera, el 7 de mayo, según la cual «ya en la zona roja para subvenir las necesidades solicitó el puesto de Maestro Director de una Colonia de niños puestos bajo la tutela del Tribunal de Corrector de Menores.»
La pena propuesta para García Cabrera es la de reclusión perpetua conmutable por la de 6 años y un día hasta 12 años. Ante las lecturas de los cargos del juez, el acusado manifiesta «su deseo de acogerse a los beneficios de libertad condicional, se conforma con la pena solicitada por el Ministerio Fiscal». La sentencia de 3 de septiembre determina su condena a 30 años de reclusión, conmutada por otra de 12 años de prisión mayor. Se concede la redención de penas por permutación de días trabajados en las cárceles de Granada, posibilitándose la salida de su encierro en libertad provisional. El 28 de diciembre de 1945 el capitán general de Canarias le concede a Pedro García Cabrera el indulto total.

### Literatura de posguerra
En 1947 el escritor tiene su residencia fija en Tacoronte y trabaja como contable en para la Caja de Previsión de la Compañía Española de Petróleos, CEPSA. Cuatro poemas firmados y manuscritos en cuadernillo en el mes de agosto son planteados para un poemario finalmente inconcluso, Odas de vidrio, madera y cartón. En 1948 Pedro García Cabrera contrajo matrimonio con la que fuera su enfermera durante su convalecencia en el Hospital Provincial de Jaén, Matilde Torres Marchal; los esposos tendrán su hogar en Tacoronte. 
En 1949 se trazan los primeros versos de Rescate del hombre, proyecto extendido hasta 1968 e inacabado que se saldará con 23 poemas incompletos o con correcciones, génesis de las sucesivas 21 composiciones de tardío Las islas en que vivo. De 1949 data también el poema inicial del poemario completo Entre 4 paredes, de 22 piezas distribuidas en las 3 secciones Este hogar en que vivo, Tiempo de vacaciones y El hogar en volandas. Con dedicatoria inicial y parcialmente indeterminada para Matilde Torres y otras influencias en su gestación, las composiciones de Entre 4 paredes, terminadas en 1963, contendrán a su vez dedicatorias específicas para diversas figuras del espacio cultural de su época, como Joaquín Romero Murube, Antonio Dorta Martín, Juan Rodríguez Doreste, María Peraza de Ayala y Ascanio, o para «Mercedes Sánchez Pinto, viuda de Fumagallo», además de para los propios familiares y otros amigos del poeta. 
Fragmentos del poemario de 1951 Días de alondra son anticipados por entonces en La Tarde. El director de la extinta Gaceta de Arte, Eduardo Westerdahl, lleva a cabo en 1950 la difusión de un primer y único número de una nueva revista con el título de arte, de claro espíritu continuista con respecto a su antecesora, dentro de los márgenes posibles de un ejercicio editorial en el contexto de la dictadura franquista. A su breve trayectoria se deberán aportaciones del propio Westerdahl, de Alberto Sartoris, de Ángel Ferrant, Pérez Minik, Felipe Padrón Sanabria y de Pedro García Cabrera, que participará entonces con el articulado de Arquitectura y poesía. Interviene también en torno a la actividad del crítico de arte con motivo de la inauguración en 1953 del Museo de Arte Contemporáneo Eduardo Westerdahl entregando la redacción Alrededor de un amigo, al tiempo que traduce a Sartoris en su labor como conferenciante para el Casino del Puerto de la Cruz, resultando la reproducción Esquema panorámico del arte moderno. 
En 1954 respalda a Domingo Pérez Minik en la fundación de Gaceta Semanal de las Artes, suplemento cultural del diario tinerfeño La Tarde, en el que publica además ocasionalmente; en el semanario cultural comparte páginas con nuevos nombres de reconocimiento posterior en la literatura canaria, entre ellos Isaac de Vega, Rafael Arozarena, Antonio Bermejo Barrera, Carlos Pinto Grote y otras rúbricas significantes del venidero grupo fetasiano, o literatos no adscritos a este colectivo como Alfonso García Ramos, Manuel Padorno, María Rosa Alonso, Miguel Tarquis y Enrique Lite.
Entre los aportes al suplemento, cabe destacar el ensayo presentado como ponencia, en colaboración con el crítico literario José Domingo, durante la III Bienal Internacional de Poesía de Knokke, Bélgica, Las fuentes de la poesía popular; este resumen de 1956, «posee el valor de actualizar hasta donde les era posible algunas fuentes de la poesía popular, sin cercenar ésta de la tradición culta cuando el caso específico lo exige. Se parte de la teoría de Menéndez Pidal de la participación de la colectividad en el hecho literario.» En 1957 García Cabrera forma parte de la recepción a Vicente Aleixandre, que acude la isla invitado por el Círculo de Bellas Artes de Tenerife; al Premio Nobel de Literatura de 1977 dedicará el poema Con él, islas, os dejo, aparecido en abril en la revista de Gutiérrez Albelo, Gánigo.
A 1959 corresponde el fechado del segundo poemario del autor gomero publicado tras la guerra civil, La esperanza me mantiene. A lo largo de la década de los 50 el poeta gomero cruzará correos con Nivaria Tejera, Joaquín de Entrambasaguas, Pino Ojeda, Pierre-Louis Flouquet, Marcel van Houtryve, Luc Peire, René Meurant, Fernand Verhesen y Andrés de Piedra-Bueno.

#### Días de alondras
La primera edición de Días de alondras corre a cargo en Santa Cruz de Tenerife por Goya Ediciones, acompañada de ilustraciones de Felo Monzón, en 1951. Carente de prólogo, es el poemario una secuencia de 49 romances o «textos arromanzados, de corte neopopularista y tono aniñado», organizados en las 7 secciones 7 alondras en el jardín, 7 alondras en el bosque, 7 alondras en la orilla del mar, 7 alondras en la alcoba, 7 alondras en el campo, 7 alondras en la azotea, y 7 alondras en la ciudad, con 7 poemas titulados en cada una de ellas. Se insertan múltiples dedicatorias individualizadas, a Francisco Bonnín, a Eliseo Jerez Veguero, a Juan Sosa Suárez y otros. 
Advierten del libro en la literatura crítica de su época los escritores Gerardo Diego y Ricardo Gullón. Para Pedro García Cabrera, Días de alondras supone la muestra fehaciente de la continuidad de su carrera como escritor; si bien, su desempeño de la poesía no había cejado en el ínterin del exilio, es la publicación inmediatamente predecesora entre los poemarios Transparencias fugadas de 1934, anterior a Días de alondras, en más de tres lustros. García Cabrera no ha irrumpido en el circuito de las letras con una repertorio de lírica propia en más de 15 años. Domingo Pérez Minik reparará en este hecho en su Antología de la poesía canaria, I. Tenerife de 1952, donde, subrayados los sucesos de Líquenes y Transparencias fugadas en el ámbito de la literatura contemporánea en el archipiélago, se da noticia de 6 libros inéditos que el escritor tiene todavía reservados para impresión. Pérez Minik incluiría en su Antología las tres primeras piezas de Entre la guerra y tú, otra de Hombros de ausencia y un fragmento de Viaje al interior de tu voz. 
García Cabrera es, con la mediación de Pérez Minik, revalorado por la nueva generación de escritores insulares en el particular contexto de la posguerra canaria, recordándose en el tratado poético el legado pretérito de los autores abiertamente republicanos, y considerado el poeta de Vallehermoso como uno de sus valores en activo. Tres poemas serán seleccionados por Minik de Días de alondras, que resulta sin embargo observado por el crítico literario en su antológica solo tangencialmente.

#### La esperanza me mantiene
Durante su infancia en Vallehermoso, Pedro García Cabrera oye de su madre, de sus tías y de amigos de la familia entonar con frecuencia una copla a la manera de la isa canaria, con los cuatro versos siguientes: 

«A la mar fui por naranjas
cosa que la mar no tiene.
Metí la mano en el agua:
la esperanza me mantiene.»

En los años siguientes a la publicación de Días de alondras de 1951, el escritor podría haber entendido como desafortunada o poco acertada su decisión de escribir y dar a conocer el libro, comprendiendo pronto que «la creación de un mundo cuasi infantil de pura imaginación [...] lo desviaba de su sentir humano real, de sus sentimientos y conciencia moral de hombre en su tiempo.»
Respecto a la génesis de La esperanza me mantiene, en particular en su relación con los versos anónimos referidos, García Cabrera declararía: «Un día me di cuenta de la existencia de esta copla que me obsesionó durante mucho tiempo, y alrededor de ella fueron naciendo los poemas casi sin proponérmelo.» Pérez Minik, que participa como introductor en el primer poemario de García Cabrera prologado por un tercero, presenta un planteamiento orientativo de la lectura indagando a su vez en la potencia metafórica de su copla matriz, que invita a salir a la búsqueda en el mar, pues «para verificar esta irrealidad de una naranja en el mar, se ha de meter la mano en el agua.» Abren el poemario La esperanza me mantiene los cuatro versos de la copla popular citada y el siguiente prólogo de Pérez Minik El poeta mete la mano en el agua; comienza el poemario propiamente dicho, de 12 composiciones, con el introito En la mar vuelvo a nacerme. 
El sintagma nominal de los títulos de los 10 poemas centrales coinciden con el del verso primero de la copla anónima, «A la mar fui por»; los sintagmas determinantes indicarían los objetos desencadenantes de la motivación de García Cabrera y buscados con esta obra: «mi voz», «mis amigos ahogados», «la paz», «mi infancia», «un hijo», «la libertad», «mi sueño», «mi patria», «las islas», con la única excepción de la undécima pieza, A la mar fui todavía. Cierra el trabajo el duodécimo poema Soliloquio de la mar, donde la voz poética es cedida al mar, que interpela genérica al fenómeno humano. La esperanza me mantiene extrae hasta el absoluto hiato de su ser al poeta, que habita en la plena existencia poética en él dada y para él dada a fin de encontrarse con el trance vital del que dependerá lo restante de su realidad.
El autor es la única presencia en esta metafísica de su poesía, que se manifiesta en la relación de un símbolismo mínimo y autosuficiente: la habitación oscura en la playa, el mar, la mano en el agua, la naranja. El poeta, dispuesto a renacerse abandonando la habitación oscura que le expone a la playa, debe de enfrentarse a la circunstancia en completa soledad y por sí mismo de que solo podrá proporcionarse el fruto de sus anhelos apelando a un imposible; García Cabrera meterá la mano en el agua por cada una de sus aspiraciones contra toda idea de la razón, pues la esperanza le mantiene. 
Se incluyen en el escrito dedicatorias personales a Valentine Penrose, Juan Marichal o Edmond Vandercammen. La aparición de La esperanza me mantiene, con dos ilustraciones de Eduardo Westerdahl, correrá a cargo de Gráficas Arges en Madrid, en 1959. El poemario, que visibiliza un giro hacia los principios propios de la poesía social, representaría la culminación de la transición desde la vanguardia en García Cabrera sin su renuncia a la tradición próxima del surrealismo y el neopopularismo. La censura afecta a la distribución del texto, sobre el que se interpondrá orden de secuestro editorial.

### Poesía de la intimidad

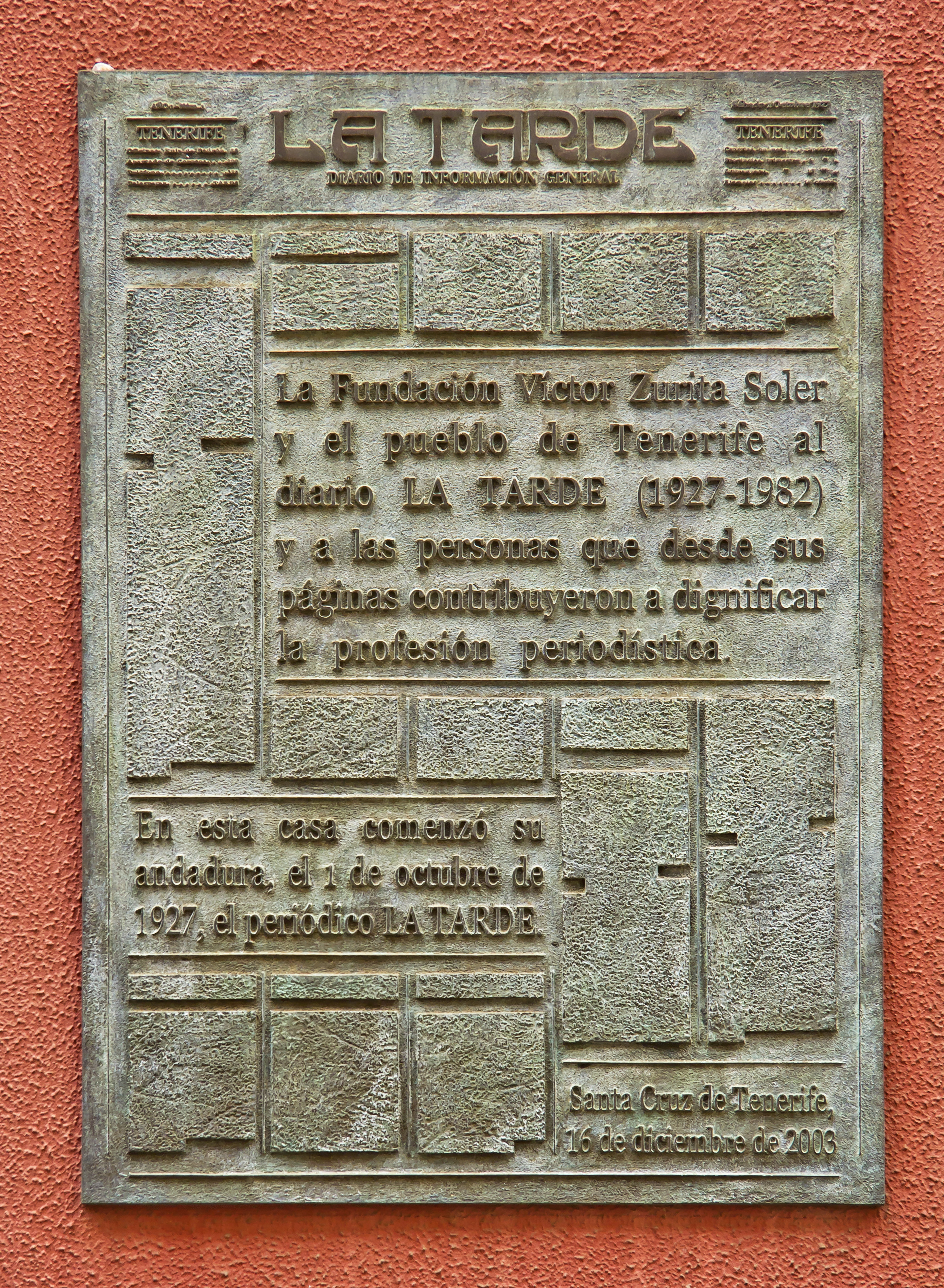
Placa conmemorativa.

Entre los años 1960 y 1963 ofrece Pedro García Cabrera recitales en el Círculo de Bellas Artes de Tenerife y en el Colegio Mayor Universitario San Agustín de la Universidad de La Laguna. Son estos también los años de desarrollo en Tenerife del colectivo artístico Nuestro Arte, fundado por Miguel Tarquis, director del Museo Municipal de Bellas Artes de Santa Cruz de Tenerife, el secretario del museo Antonio Vizcaya Carpentier, y los pintores Pedro González y Enrique Lite, portavoces oficiosos de una generación incipiente de creadores insulares identificados con las innovaciones que a nivel internacional se están promocionando, en contraste con la oposición de las instituciones locales a su incorporación a los círculos expositivos. 
No se proclama en este caso un manifiesto estético excluyente y definitorio, o una selección cualitativa de las exposiciones organizadas; un grupo heterogéneo de agentes culturales se aglutinan en torno a la iniciativa. Se alinean con Nuestro Arte los artistas María Belén Morales, José Abad, José Luis Fajado, Maribel Nazco, Eva Fernández, Manuel Casanova, Carlos Chevilly, Víctor Núñez o Manuel Villate; de entre periodistas y escritores, Gilberto Alemán, Pilar Lojendio, Agustín Millares Sall, Félix Francisco Casanova, Luis Alemany, Emilio Sánchez-Ortiz, Carlos Pinto Grote o Julio Tovar. Es Julio Tovar en la primera mitad de la década de los 60 director del semanario La Gaceta Semanal de las Artes en La Tarde, que cede su espacio a las tendencias emergentes; la escena cultural tiene lugar de encuentro en el santacrucero café El Aguila. García Cabrera ejerce considerable influencia sobre los jóvenes emprendedores con su bagaje profesional y vital: se unirá a las publicaciones de Nuestro Arte en la Gaceta Semanal y a las tertulias intergeneracionales en el café de la capital. 
Por otra parte, la práctica totalidad del poemario con primera edición en 1971 Las islas en que vivo es trazado durante esta etapa, en la que se entregan también aportes a las revista Gánigo. Los principios del recopilatorio de aparición póstuma El verso que salta se localizaría al menos en 1960, datándose su terminación en 1980. El proyecto de libro La mar, tocayo mío y la colección de Nodriza de mi voz, también póstumos, surgirían con poemas sueltos firmados en 1967. En 1968, Cabrera recita sus poemas al pintor Óscar Domínguez en la clausura de la exposición-homenaje del grupo Nuestro Arte en el Museo Municipal de Bellas Artes de Santa Cruz. Es este el año de la publicación de Vuelta a la isla y Entre 4 paredes.

#### Entre 4 paredes
La primera edición del poemario Entre 4 paredes en 1968 se deberá al equipo de redacción del suplemento periodístico Gaceta Semanal de Las Artes, en Santa Cruz de Tenerife. El origen de Entre 4 paredes se remonta a un primer poema aislado de 1949, Compañera te doy, que García Cabrera confecciona con el sentimiento que la vida marital con su cónyuge desde 1948, Matilde Torres Marchal, le impulsa y proporciona; relecturas siguientes en el contexto de los próximos años le revelarían «el orbe poético del cual era mensajero, emitiendo una atmósfera en la que, poco a poco, veía como se iba iluminando el tema del hogar. Y justamente en ese instante se convirtió tal poema en la primera piedra del libro».
Por su contenido y por su estética, el texto reflejaría características afines con la literatura de la generación del 50, con la poesía arraigada, y, particularmente, con el libro-poema La casa encendida de Luis Rosales o la inclinación al reconocimiento y a la voz elemental de Pablo Neruda. Expresiones de la poesía social o de denuncia, relativamente implícitas o explícitas, convergen aún entre sus líneas, al tiempo que persiste el acento surrealista. Se estructura Entre 4 paredes en 22 piezas dispuestas en 3 secciones: Este hogar en que vivo, de 15 poemas, Tiempo de vacaciones, de 2 poemas y El hogar en volandas, con 5 últimos. 
La esencialidad del hogar es el ámbito y fondo en el que se desarrollan todos los tratamientos de la obra; Entre 4 paredes guarda un notable vínculo con la sustantividad biográfica del autor, y se alude con frecuencia en sus versos a episodios personales determinados. El universo recóndito, fértil, detallista y afectivo emanado por la intimidad del hogar parece devolverse con ternura y aprecio vitalistas en un acceso a su conocimiento mediado precisamente por la negación de su realidad. La interioridad de la casa se extiende hacia el exterior en las relaciones significativas, sociales o de familia; casos de violación de la intimidad no son excluidos del poemario. La tercera sección del libro, El hogar en volandas, presidida por el Mensaje al español peregrino, se destina al recuerdo de los amigos ausentes.

#### Vuelta a la isla
La primera edición de Vuelta a la isla, de 1968, es asumida por la Caja General de Ahorros de Santa Cruz de Tenerife. Está este libro formado por 37 romances más dos composiciones de rítmica diferenciada. De los 37 romances, 31 se refieren a pueblos de Tenerife y los seis restantes, a cada una de las otras islas canarias. Los poemas ajenos a la métrica del romance y primeros de la obra, Nana de una isla y Canto a Santa Cruz, están dedicados a la isla de Tenerife y a la ciudad de Santa Cruz de Tenerife, respectivamente. 
El título de los romances son los nombres propios de las localidades a las que se canta. Acompañan a los versos 4 ilustraciones de Enrique Lite. Precede a todo ello un breve prólogo de tres párrafos firmados por García Cabrera, en el que se afirma haberse compuesto cada uno de los romances en los emplazamientos a los que se debe su contenido. Estos cantos, en palabras del escritor, «no pretenden ser una descripción geográfica. Sino una versión personal de los mismos, recogiendo las vivencias acumuladas de cada lugar a lo largo de los años. Por eso hay romances que aluden a peripecias de hace mucho tiempo y que han guardado el calor de mi adolescencia.»
El poeta habría sentido la necesidad de reexaminar y comprenderse nuevamente en el archipiélago una vez realizada «la reconversión espiritual y metafísica en sí mismo y en su paisaje de isla y de mar [...] examinado en su obra clave, La esperanza me mantiene.» Se dirigen poemas en esta ocasión a Luis Ramos Falcón, a Esteban Dorta González, a Domingo Velázquez, a Ángel Acosta, o a Arístides Ferrer. Por su tono y mirada genuinamente popular y su alusión directa y constante a una realidad figurativa específica, es Vuelta a la isla un momento excepcional en la bibliografía de Pedro García Cabrera, ampliada en las posibilidades de sus registros y perspectivas con la inclusión de este cancionero. Con Vuelta a la isla, García Cabrera ingresaría finalmente en la corriente de nombres adscritos a la práctica del romancero tradicional en las Islas Canarias.

### Poesía social
En 1969 se programa el homenaje Pedro García Cabrera entre nosotros por la Sección de Literatura del Círculo de Bellas Artes, que es cancelado mediante intervención policial. Homenajes al escritor gomero son también planteados con una realización efectiva en 1970 por las casas editoriales San Borondón y por Inventarios Provisionales, que toma el encargo de una segunda edición para Transparencias fugadas. A 1973 corresponde el pronunciamiento por García Cabrera de las conferencias La poesía en el sello, en el Círculo de Bellas Artes con motivo de la acogida de la VII Exposición Filatélica por la entidad cultural, y El mar en la poesía francesa, para el Club de la Prensa de Santa Cruz de Tenerife, con la organización de la Alianza Francesa. 
En 1974 el poeta viaja a Fuerteventura y al Isla de Lobos, y es en este tiempo que se que enmarca la creación de las piezas sueltas Suite Majorera, Isla de Lobos y Ante el monumento de Unamuno. En el año siguiente nuevos desplazamientos le llevan a Córdoba, Roma, o a la isla de Capri; pronuncia la conferencia Significación del surrealismo en el Instituto de Enseñanza Media de Icod de los Vinos, además de preparar su participación para el proyectado acto de homenaje a Antonio Machado en la Universidad de La Laguna, prohibido oficialmente. La muerte del general Franco el 20 de noviembre facilita el proyecto de reimplantación en España de un régimen de democracia participativa, el cual es procurado con la gestión de las disposiciones a consenso para un estado constitucional de Derecho durante el proceso histórico de la Transición española. Asume la jefatura del estado el príncipe Juan Carlos de Borbón, que inicia tras su proclamación del 22 de noviembre una nueva etapa monárquica en el país con el periodo de su reinado como Juan Carlos I. En los meses de 1976, Pedro García Cabrera participa en el Primer Congreso de Poesía Canaria organizado por el Departamento de Literatura de la Universidad de La Laguna y es nombrado presidente honorífico del PSOE en Tenerife. 
En 1977, como presidente de honor de la Nueva Ejecutiva Insular del PSOE, ocupa el cuarto lugar en la lista del partido para el Senado por la isla de La Gomera para las elecciones generales del 15 de junio. Romancero cautivo es recitado en el Ateneo de Madrid. La agrupación de música popular Los Sabandeños incorpora a su repertorio letras de Cabrera, como Tambor de sequía, mientras que Los Huaracheros, liderados por Diego García Cabrera, toman composiciones para ellos escritas, como Habla la isla.  
De entre las funciones culturales institucionales ejercidas durante las década de los años setenta, destaca en la trayectoria de García Cabrera su concurrencia como miembro del Comité Organizador en la I Exposición Internacional de Escultura en la Calle oficiada en Santa Cruz: se exhiben a instancias de la Comisión de Cultura del Colegio Oficial de Arquitectos de Canarias y bajo la supervisión de un Comité de Honor compuesto por los profesionales de las artes Joan Miró, Roland Penrose, Josep Lluís Sert y Eduardo Westerdahl; trabajos escultóricos de Henry Moore, Kenneth Armitage, Ossip Zadkine, Marino Marini, Alexander Calder, Amadeo Gabino, Gottfried Honegger, Federico Assler, Mark Macken, Pablo Gargallo, Julio González, Pablo Serrano, Martín Chirino, Josep Maria Subirachs, Josep Guinovart, Eusebio Sempere, Manolo Millares o el propio Joan Miró son instalados para su exhibición en la Rambla General Franco y en el Parque García Sanabria de la ciudad, en algunos casos ubicados e integrados en el trazado urbano con la perspectiva de su permanencia. 
El evento, que se complementa con un I Simposium Internacional sobre Arte en la Calle, se extenderá hasta mayo de 1974. Publica García Cabrera también en esta década los poemarios Hora punta del hombre, en 1970, Las islas en que vivo, en 1971, Elegías muertas de hambre, en 1975, Ojos que no ven, en 1977 y Hacia la libertad, en 1978. Planes de poemarios completos y acabados, cuadernillos de poesías o poesías sueltas del mismo periodo son arregladas o provistas por el autor, comprendiéndose ulteriormente en reestructuraciones para su edición póstuma.

#### Hora punta del hombre
La primera edición de Hora punta del hombre tiene la firma de la empresa La Quincena, con sede en Las Palmas de Gran Canaria, de 1970. Intercalados con dibujos de Jesús Ortiz, las composiciones del poemario, sin prólogo, se dividen en las secciones Los robots dan la cara, con los 8 poemas de las 8 noches, «de muerte», «de tristeza», «de exterminio», «de absurdos», «de demagogia», «de perros», «de ira», «de ánimas», y la pieza 9 El alba urge, y el Primer plan de soledades con las 5 respuestas «del campesino», «del pescador», «del estudiante», «de los otros», y «del poeta». 
Se articula así una estructura de dialéctica interna en la que noches y respuestas entran en una confrontación cuya fricción llama al despertar de la indignación y del espíritu de lucha en el lector. La totalidad de la obra está dedicada a Domingo Pérez Minik, y sus fragmentos, específicamente a personalidades como José Luis Sampedro, José Moreno Galván, Arturo Maccanti o Elfidio Alonso Quintero. Hora punta del hombre inaugura el espacio bibliográfico de Pedro García Cabrera concentrado en la poesía social o literatura de denuncia abiertamente intencional y directa. 
A la par con los próximos poemarios, el conjunto de temas abordados se ajusta al incremento de las principales emergencias que condicionarán en adelante el progreso de los pueblos en el marco de la sociedad de las Naciones Unidas y que comprometerá, con el advenimiento de la globalización, íntegramente al orden internacional. Marca el poeta de Vallehermoso con esta obra las incidencias de la deshumanización, el vacío, el uso de las armas de destrucción masiva, la precariedad laboral, la deficiencia en la distribución de la riqueza, la desinformación, el terrorismo de Estado, la discriminación, el cierre fronterizo, el deterioro institucional o la necesidad y pertinencia de los movimientos estudiantiles.

#### Las islas en que vivo
Los poemas de Las islas en que vivo se redactan entre 1960 y 1967, en la población costera de Los Cristianos, durante las vacaciones estivales del autor. Su inspiración toma una parte del contacto con las gentes del pueblo, al que se deben ideas o localismos propios de la región, insertos «no para pintar de casticismo local su palabra, sino para avivar el rescoldo simbólico que encierran.»
El peregrinaje por Las islas en que vivo, «islas raíces que buscan, encuentran y solazan con la amistad de otros archipiélagos que [...] son regazo de penas y alegrías en el que el hombre dramatiza el reflejo de su libertad», es búsqueda interior en el diálogo con la insularidad, y esta, a su vez; geografía del alma del isleño, alma aislada en sí misma, archipiélago de la universalidad. Es también su recorrido lírico peregrinaje de exploración del mar, del litoral, de la orilla y sus reflexiones; de su sentir y su razón. Habitual en el poemario es la observación de la «asimilación de un minúsculo estímulo externo, y [...] proceso impecable de su metamorfosis en símbolo del propio espíritu del sujeto». Pedro García Cabrera retomará de sí mismo en este coloquio de silencio y aprendizaje con el rumor y saber de las islas a través de su anotaciones. 
La primera edición de Las islas en que vivo es dispuesta para el público por la casa Ediciones Nuestro Arte en 1971. Un breve prólogo de poeta antecede a sus 26 piezas. Se agregan dedicatorias a Saulo Torón, Félix Duarte, Justo Jorge Padrón, Pedro Lezcano, Juan Cruz Ruiz, Eugenio Padorno, José Peraza de Ayala, Lázaro Santana o a Luis Álvarez Cruz. Ninguno de los poemas tiene título mientras que en cada pie se sitúa el año correspondiente a su redacción.

#### Elegías muertas de hambre
Son las Elegías muertas de hambre un serial con una primera entrada, La mesa está servida, y 10 elegías «del frijol», «del arroz», «de la lenteja», «del trigo», «del garbanzo», «de la judía», «del maíz», «de la arveja», «del mijo» y «del haba». En La mesa está servida los granos, que dan voz propia a cada una de las composiciones del poemario, se introducen a sí mismos unidos en una sola disposición, de todos los países, «orzuelos de la sociedad de consumo», inaccesibles para los más necesitados de su presencia, truncados en sus aspiraciones, interrogantes, contrariados. 
El tono se mantiene en cada elegía con las variantes que la particularidad de los diversos granos contienen y aportan. El planteamiento de Elegías muertas de hambre provee las bases para el tratamiento en los sentimientos del pesar, el anhelo, y la confraternidad de los asuntos de urgencia sobre los que el poeta desea alertar: la pobreza, el hambre como acontecimiento epidémico, y con especial énfasis, la desnutrición infantil. Otros aspectos detectados en las elegías relativos al reclamo de justicia social en materia de seguridad alimentaria pueden interpretarse como alusiones a la economía de la desigualdad, el enfoque de la dependencia, la hambruna artificial, la especulación alimentaria, o la posibilidad de la lucha armada. La primera edición del texto, perteneciente a la colección Adonais del grupo empresarial Rialp, aparece en 1975, en Madrid. Se dedicará el serial completo al Fondo de las Naciones Unidas para la Infancia, y sus distintos apartados, a Emiliano Díaz Castro, a Ricardo Senabre, a Rafael Alberti, a René L.F. Durand, a Alfonso Armas Ayala, o a Federico Carbajo, entre otros.

#### Ojos que no ven
Ojos que no ven se publica por vez primera en formato de plaquette para la colección Paloma Atlántica de Taller Ediciones en el año 1977, en Madrid. Los 23 trabajos de este poemario, aún reconocible en el tramo de la resolutiva denuncia social acometida por el autor, heredan parte de las preocupaciones que condicionarían Hora punta del hombre en 1970, diferenciándose sin embargo de este precedente en su tonalidad; distingue en la bibliografía de Pedro García Cabrera a Ojos que no ven el empleo reiterado de la ironía, en ocasiones para la estampa de escenarios de una amargura ácida, biliar, a menudo para la recreación satírica, con humor mordaz o sorna, de disloques tecnológicos, urbanitas y acelerados organizados en el absurdo de un humanismo contrario a sí mismo. 
Amargura y humor se compaginan la más de las veces en la interrupción o la sentencia del espíritu desengañado y resistente. Se recurre también con frecuencia a giros o usos típicos de la jerga contemporánea o al manejo de un imaginario propio del cosmopolitismo o la posmodernidad. Revela este texto contemplaciones sobre el acuse de la contaminación, a grandes rasgos o en las formas de contaminación atmosférica, contaminación hídrica y contaminación acústica, la deforestación, el automatismo, la tecnocracia, la dispersión urbana, el consumismo, la mercantilización o los efectos pronosticados por la ley de rendimientos acelerados. Los versos de Ojos que no ven anticiparían el carácter irreverente y metropolitano de un amplio sector de la canción de autor en lengua española de las próximas décadas.

#### Hacia la libertad
Constituye Hacia la libertad 10 poemas acompañados por 10 aguafuertes de Jesús Ortiz; la tirada de la primera edición del libro es de 312 ejemplares: 2 ejemplares manuscritos, propiedad de los autores, 10 ejemplares numerados del I al X con encuadernación de artesanía, estuche de lujo y plancha original de los aguafuertes, y 300 ejemplares numerados con encuadernación de lujo y estuche. La tirada de los aguafuertes se realiza en el Taller de Grabados de la Casa de Colón de Las Palmas de Gran Canaria, y la impresión del texto en la Imprenta Gütenberg de Santa Cruz de Tenerife. 
La finalización de la impresión está fechada en septiembre de 1978. De asuntos y focalización variables, asocia a los versos de este poemario la estilística; los poemas de Hacia la libertad son escuetos, eclécticos, parcos; hallazgos líricos de sorprendente brillantez cohabitan con la imagen acotada, el elementarismo naturalista, o la poesía de lo cotidiano. El sentido y la ideología de la mayoría de estas 10 composiciones, ajustadas al ámbito social politizado del momento, caen aún dentro de la tendencia de la poesía social, centrándose ahora «en el viejo y constante tema de la libertad, como ocurre en casi todas las poesías publicadas por García Cabrera. [...] tienen un sentido dramático, hechos para el coro o para el cántico, marcados en las anáforas o en los estribillos.» Significa además a este poemario la aptitud de su lectura como expresión testamentaria.

### Últimos años
En 1978 Pedro García Cabrera presenta la primera muestra de Pintura y Cerámica Canaria en Santa Cruz de Tenerife, organizada por el Banco de Madrid. Redacta los poemas Génesis de esta sal y La sal, nuestra Raíz durante una estancia temporal en Güímar. En 1979 abrirá la muestra del pintor Santiago Santana en el espacio Sala de Arte de la Caja General de Ahorros de Canarias en La Laguna.  
En 1980 el poeta viaja a Suecia, y en la localidad de Saltsjöbaden escribe sus últimos poemas. El 19 de septiembre el grupo Joven Poesía tributa un homenaje a García Cabrera en el Círculo de Bellas Artes tinerfeño; el acto se cierra con una palabras del autor en la que será su última intervención en un acto público. A 1980 corresponde la primera entrega al público del poemario surrealista de 1936, hasta entonces inédito, Dársena con despertadores, en los números IV y V de Papeles invertidos en Santa Cruz, y a 1981, La rodilla en el agua, de 1934 y 1935, por la Editorial Benchomo, como poemario completo.  
En marzo de 1981 le es otorgada oficialmente la Medalla de Oro de Tenerife, concedida en 1980 por el Cabildo Insular. Dos días después después de hacerse efectiva la distinción institucional, el 20 de marzo de 1981, afectado por la evolución de su cáncer de próstata y hospitalizado, Pedro García Cabrera fallece en la capital isleña a los 75 años de edad. 

#### Antología y obra inédita
En el año 1979, en vida del autor, la Editora Regional Canaria (Edirca) asume el encargo, con la supervisión del poeta, de la primera antología poética de Pedro García Cabrera, dada a la imprenta y en venta desde 1980. La antológica resultante, A la mar fui por naranjas, constará de un ensayo biográfico y literario sobre el escritor firmado por Domingo Pérez Minik a modo de prólogo y selecciones de los poemarios publicados Líquenes, Transparencias fugadas, Entre la guerra y tú, Días de alondras, Entre 4 paredes, Vuelta a la isla, Hora punta del hombre, Las islas en que vivo, Elegías muertas de hambre, Ojos que no ven, y de los inéditos La arena y la intimidad y Hombros de ausencia, además del texto completo La esperanza me mantiene, del que se extrae el nombre del recopilatorio. Ilustraciones de distinto origen se adhieren al libro, además de una cinta de casete con grabaciones del García Cabrera recitando algunos de sus trabajos.
El número de poemarios póstumos de Pedro García Cabrera es mayor que el de los publicados en vida. Casi todas las obras de este género están formadas por proyectos de libros o cuadernos de manuscritos, generalmente constituidos a partir de la recolección de poemas desechados de las obras publicadas entre 1947 y 1980. A este legado se añade la literatura en el exilio, que no tiene su realización editorial integral hasta el compendio de las Obras completas de 1987.  
Entre las obras póstumas posteriores a 1947 pueden distinguirse las formadas por libros amplios, como Rescate del hombre, Hucha de nombres y La mar, tocayo mío: el proyecto de libro Rescate del hombre, una veintena aproximada de textos datados entre 1947 y 1968 se relacionaría con Las islas en que vivo en tanto supone el esbozo ideológico a partir del cual el poemario de 1971 es concebido; Hucha de nombres, caso excepcional por su temporalidad, encuadrado entre 1928 y 1979, agrupa 39 poemas ocasionales sin más unidad conceptual que el hecho de sus dedicatorias específicas a personalidades en algún momento relevantes por el recuerdo, la admiración o la amistad despertados en el poeta: Salvador Allende, Miguel Hernández, Pablo Picasso, José Franchy y Roca, César Vallejo, Blas de Otero, Tomás Morales o Sebastián Padrón Acosta, entre otros; La mar, tocayo mío reúne piezas comprendidas desde el inicial poema suelto firmado en 1967 hasta su presunto cierre en 1979, si bien sus 35 poemas aparecen sin fecha ni lugar de redacción determinados: presumiblemente, La mar, tocayo mío poseería una estructura ya definida, consistente en los apartados I. Encuentro, II. Vínculos mareros y III. Huésped de confidencias, a los que se les habría anexado poemas sin una clasificación precisa. 
Por separado pueden situarse los libros y cuadernos de menor número de poemas, El verso que salta, Nodriza de mi voz, Desvirgando soledades, e Ídem de ídem: El verso que salta, inscrito entre 1960 y 1980 aúna poemas de diversidad temática y lugar y tiempo de confección variables, como el homónimo de 22 de julio de 1975, pensado a modo de introducción, o los trazos de 1980 en Estocolmo; Nodriza de mi voz concentra 19 poemas escritos entre 1967 y 1980 en estancias vacacionales en la costa, y a estas se deberá el grueso de su inspiración; Desvirgando soledades, elaborado principalmente en 1979, suma 21 poemas centrados en la cuestión de la insularidad con un enfoque políticamente crítico añadido, presentando los títulos provisionales de Archipiélago infortunado, Islas del infortunio o Ínsulas de tinieblas y luces hasta adquirir el definitivo; los 15 poemas cortos de Ídem de ídem, situados entre 1976 y 1979, mostrarían «una especie de desgaste del clima poético, que va desde lo metafísico, preciosista y vanguardista a lo escatológico y procaz».
Otros poemarios de carácter más unitario y compuestos a lo largo de un año están formados por pocos poemas, como el proyecto Odas de vidrio, madera y cartón de 1947, Suite majorera de 1974, La blanquísima soledad de 1978, Leda de alcoba y Llevadme con vosotros de 1979 y Desde él vengo hasta (o hacia) él voy de 1980. De entre la poesía suelta de García Cabrera se ha recuperado la serie de redacciones puntuales de los años 60 y 70 para el cuaderno de rarezas Poemas de la gran puñeta, o los versos no asignados a ninguna colección poética concreta y confinados bajo el título único de Poemas de cuaderno verde, debidos a los años 1979 y 1980.

## Obra

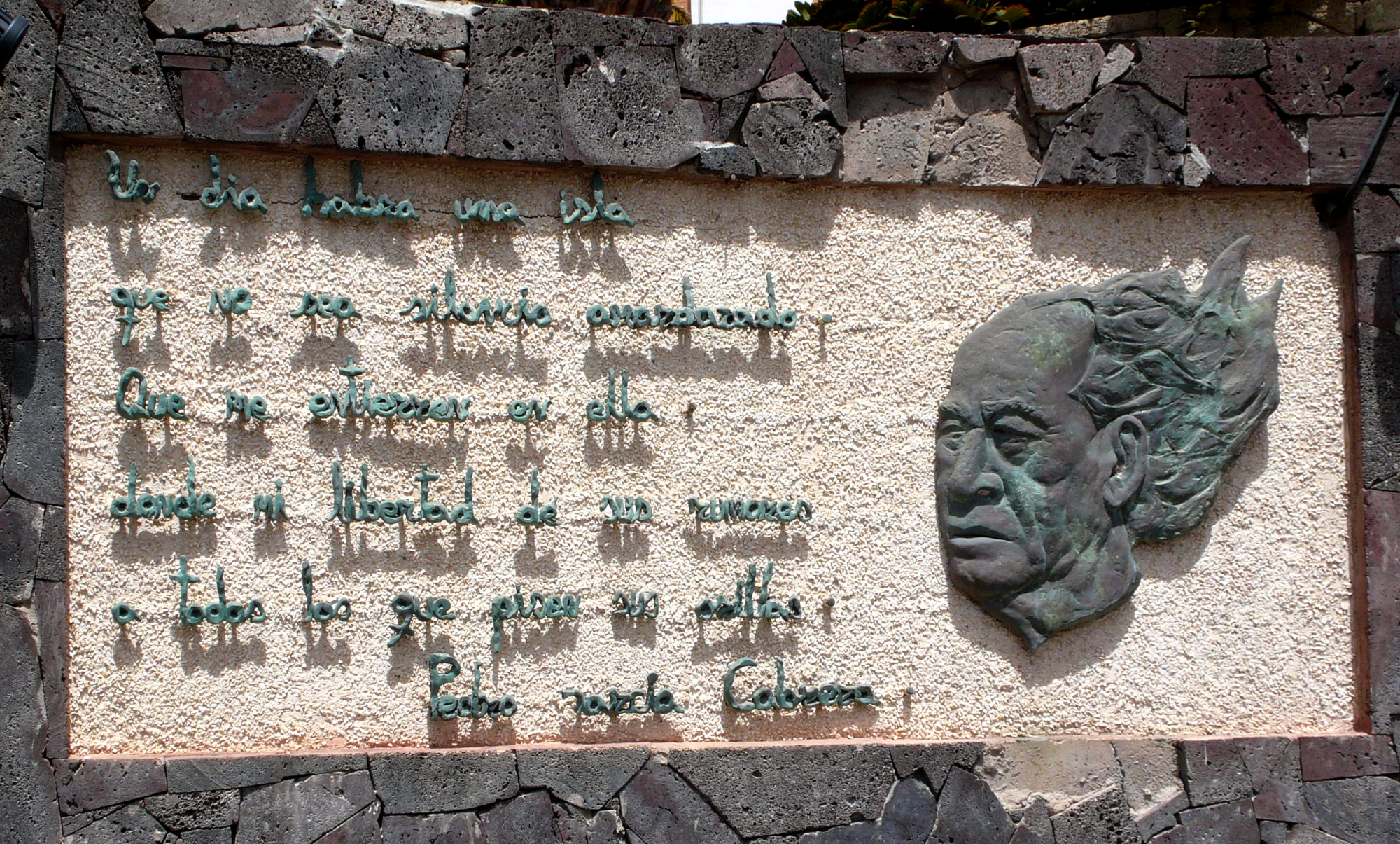
Relieve conmemorativo en Los Cristianos, Tenerife.

Escritor comprendido en el catálogo de las tendencias literarias de su tiempo desde el momento del acceso de las letras españolas a la superación rupturista del movimiento de vanguardias, y aislado de aquel simultáneamente a partir de una muy particularizada relación de lectura, contención y maniobra permanentemente activa en tanto sujeto sustraído por la Historia, Pedro García Cabrera encarna con su trayectoria profesional y vital, en cualquiera de los casos o aún por ambos, el espíritu de la constancia en el fenómeno del ondular histórico, conocedor de una atemporalidad siempre emergida en el sentido del progreso, cartógrafo de la experiencia humana, de su amplitud, sus límites y sus distancias. 
La práctica literaria del autor, extendida a los géneros de la poesía, el relato, el artículo, el ensayo, el prólogo o el teatro, con la toma de la libertad como principal motivo temático, demostrará ser de hecho eminentemente y con frecuencia ejercicios de necesaria rebeldía en busca de una autonomía coartada por sistema desde el exterior, resultando estas pruebas en documentos o testimonios sobre destacados episodios sociopolíticos por él poetizados y personalizados, sin alejarse por ello de las expresiones culturales de cada tiempo. 
Tras su travesía por las diferentes modalidades líricas contemporáneas, con sus consecuentes altos en un primer neopopularismo genuino sobre el archipiélago o en un profesional surrealismo de directa raíz francesa, en la abstracción reconfigurada o en lo tradicional actualizado, en el ahondamiento sobre las necesidades de lo íntimo y lo social, o de la voz alzada al futuro en tiempos de cambio, García Cabrera resultará en esencia recordado como el poeta del mar, del isleño y, ante todo, de la isla, símbolo esta última del ente o ensimismamiento metafísico: soñadora y soñada, siempre suspicaz, siempre anhelante; confinamiento perplejo en el medio del hecho del ser, destinada a perpetuidad en el océano de todos los posibles y de lo imposible, de la soledad, del desamparo, del refugio y de la esperanza. 
En su poesía, las condiciones estructurales que determinan a un fenómeno dado actúan por igual sobre cualquier otra manifestación con independencia de su tipo o clase en la medida en que comparten las mismas propiedades sustanciales; lo que caracteriza a una isla caracterizará del mismo modo a cualquier otro cuerpo o sujeto aislado, sea cual fuere su forma, debido a su afinidad ontológica.
Mientras que la vocación poética cubre en el escritor de Vallehermoso la mayor parte de su producción y es el motivo general de su reconocimiento, se extiende con él paralelamente, en menor volumen aunque con marcado relieve, el pronunciamiento acondicionador del teórico sociocultural, artístico y propiamente literario, que encuentra un medio de exposición favorable en los métodos del ensayo breve, el artículo periodístico y la conferencia. 
Contribuyen tempranamente a la formación de su pensamiento la filosofía de Oswald Spengler concentrada en La decadencia de Occidente, el economista y filósofo prusiano Karl Marx, Realismo mágico, post expresionismo del historiador alemán Franz Roh, Ideas para una concepción biológica del mundo del zoólogo estonio Jakob von Uexküll, la ensayística analítica en términos generales de Miguel de Unamuno, o José Ortega y Gasset en trabajos como La deshumanización del arte o El espectador, así como la Revista de Occidente. Ocupan a su vez los textos críticos de García Cabrera planteamientos conceptuales desprendidos de las inquietudes asumidas por sus influencias más próximas, que habrán de determinar su obra en verso: La ordenación de lo abstracto implica la evolución de un acontecer poético que pasa a darse entre entidades en sí redistribuidas hasta la plena indiferencia respecto a la cualidad humana, entendida como referente o eje central; siguiendo a El hombre en función del paisaje, de enfoques particulares sobre la insularidad y de validez genérica en su totalidad, el poeta resulta efectivo en cuanto se reconoce como consecuencia de su entorno geográfico y responde interpretándose elementalmente en los aspectos integrales que comprenden su hábitat; de acuerdo con Regionalismo y universalismo, el individuo que alcanza a expresarse espontáneamente como ente sujeto a un orbe regional se tornará universal de una manera natural. 
Interpreta el autor el plano social contemporáneo como la fase de un proceso de racionalización en demanda de una adaptabilidad funcional concerniente al estado colectivista. Así, en Casas para obreros, la arquitectura racionalista es el arte representativo llamado a descongestionar sobre cualquier otra modalidad el coágulo ideológico del cuerpo social. Las disciplinas modernas estarían llamadas a corregir la pasión típicamente disipadora del liberalismo económico, tal como se plantea en El racionalismo como función biológica actual. Toda la carga dimanada de la intelectiva de García Cabrera se desenvolvería, en suma, en la consciencia de que a tenor «del progreso regional en el Atlántico —el nuevo mar de la cultura—, se gestaba una nueva civilización en cuya evolución las islas [...] tenían una importante función que desempeñar», y en resulta, del perenne potencial de su propio legado, concebido en virtud de esta intuición histórica.

### Poesía

#### Influencias
En julio de 1977, el boletín informativo Aguayro suministrado por la empresa editorial Caja Insular de Ahorros de Gran Canaria, recoge con su artículo Conversatorio. Con Pedro García Cabrera: un poeta para el hombre y la esperanza, declaraciones del autor sobre sus influencias más tempranas y destacadas: «Mi actividad literaria comenzó en la casa familiar; mis abuelos habían emigrado a América, y era gente muy aficionada a la literatura, sobre todo al teatro en verso; sabían de memoria trozos de obras del siglo XIX: Zorrilla, las "Doloras" de Campoamor, etc.»; al efecto formativo base de las lecturas de Gustavo Adolfo Bécquer y Rubén Darío, se sumarían sobre el joven poeta la literatura de José Zorrilla, Ramón de Campoamor y José de Espronceda. 
Como estudiante de bachiller en La Laguna, García Cabrera conoce al poeta y docente lanzaroteño Antonio Zerolo, momento en que toma también contacto con el restante movimiento de la Escuela Regionalista insular. Su poesía inicial avanzará consecuentemente por el camino de corrientes estéticas conocidas, insertándose poco a poco en la tradición lírica canaria en torno al paisaje; los poemas que componen su producción «durante los primeros cuatro años muestran esa clara voluntad de filiación con su tiempo; del romanticismo se encamina al modernismo y de éste a la vanguardia.»
El acercamiento al modernismo se habría producido con la incorporación a la revista Hespérides, mientras que la movilización hacia la vanguardias coincidiría con la aparición del magacín literario La Rosa de los Vientos. Persecución y asesinato de Pedro García Cabrera, en el semanario de información general Sansofé, sitúa el primer poemario «en el encuentro de las reivindicaciones de las formas populares [...] con las formas cultas, en especial del creacionismo cultivado por Pierre Reverdy y Vicente Huidobro y del ultraísmo». Durante la década de los 30 interesan especialmente al escritor «la generación del 27 española, y sobre todo Salinas. Del exterior, Eluard, Bretón, Peret, César Vallejo, mucho César Vallejo. [...] Sobre todo el relacionar las cosas más distantes y más dispares; de ahí nace la sorpresa, y esto me lo daban esos poetas. César Vallejo me daba no tanto esta técnica de la creación de la imagen cuanto la introducción en ella de elementos muy reales».
La vertiente metafísica de la obra de Salinas, decisoria en Cabrera, se precisaría como una vocación ontológica de concreción de la realidad amorosa «hacia la que avanza su palabra, de tal manera que es impensable su aparición sin el deseo de interrogar y definir el ser que la anima y que se encuentra allende los límites de la percepción más inmediata.» El teórico más influyente en la rehumanización del arte es aquí presumiblemente Eugenio d'Ors. Autores con frecuencia citados en conexión con la evolución de la poética en Pedro García Cabrera tras la guerra civil española son Blas de Otero, Vicente Aleixandre y Pablo Neruda.

#### Métrica
Propiedades de la métrica en la poesía de García Cabrera son ya reconocibles y adquieren regularidad desde su etapa formativa como redactor en prensa: el empleo del verso de arte menor se intensifica a partir de 1926; el verso de arte mayor se emplea sistemáticamente hasta 1927, especialmente el endecasílabo, al tiempo que surge la versificación irregular, generalizada en el año siguiente con el verso libre; las agrupaciones estróficas dejan progresivamente de aparecer hacia 1928 en favor de las series métricas, mientras que la rima consonante y cruzada cede espacio a su vez a la rima asonante de los versos pares. 
Este desarrollo se produciría en el contacto con las distintas orientaciones estéticas: «del romanticismo trasnochado al modernismo epigonal y de este a la vanguardia. Así, por ejemplo, es lógico que en 1928, [...] en el marco español, se emplee el verso libre y el verso de arte menor.» Predominan en el primer poemario Líquenes, de 1928, las construcciones en versos de arte menor; la seguidilla, la copla y el romance, y entre ellas, fundamentalmente, las formaciones en octosílabos. En los poemas 7 y 42 de la obra se localizan sendos antecedentes en la práctica del endecasílabo blanco. 
En Transparencias fugadas, de 1934, los versos utilizados se corresponden principalmente con una distribución en alternancias rítmicas de heptasílabos, endecasílabos y eneasílabos, o con el continuado endecasílabo blanco. Si atendemos a aquellos poemas en que las imágenes «se yuxtaponen siguiendo un ritmo específico de escritura —nunca automática— podemos observar como en los poemas en endecasílabo blanco este ritmo se intensifica. [...] el endecasílabo se está convirtiendo en el metro del cual se vale nuestro poeta para imprimir ese ritmo específico de su poderosa imaginería. Un empleo del endecasílabo que no tiene a nuestro parecer parangón alguno dentro de la literatura hispánica de su tiempo.» En Dársena con despertadores, redactado en 1936, se trabaja completamente con la frase larga y el versículo.
Los primeros poemarios de García Cabrera muestran prontamente unas características métricas acordes a las modalidades expresivas sostenidas hasta su pleno afianzamiento como vertientes prototípicas en su personal metodología: el romance, aplicado con voluntad innovadora sobre la tradición en Romancero cautivo, Días de alondras o Vuelta a la isla; el endecasílabo blanco, arromanzado o de rima libre para el formalismo intelectual, reflexivo, de La rodilla en el agua, La arena y la intimidad, Hombros de ausencia y Viaje al interior de tu voz, este último con ocasionales quiebros heptasílabos; el verso libre para la emoción más o menos contenida o suelta de Entre la guerra y tú, Odas de vidrio, madera y cartón, La esperanza me mantiene, Entre 4 paredes, Las islas en que vivo, Hora punta del hombre, Elegías muertas de hambre, Ojos que no ven y Hacia la libertad. Combinaciones de estructuras tradicionales, verso blanco y verso libre son particularmente reconocibles en Rescate del hombre.

#### Temática

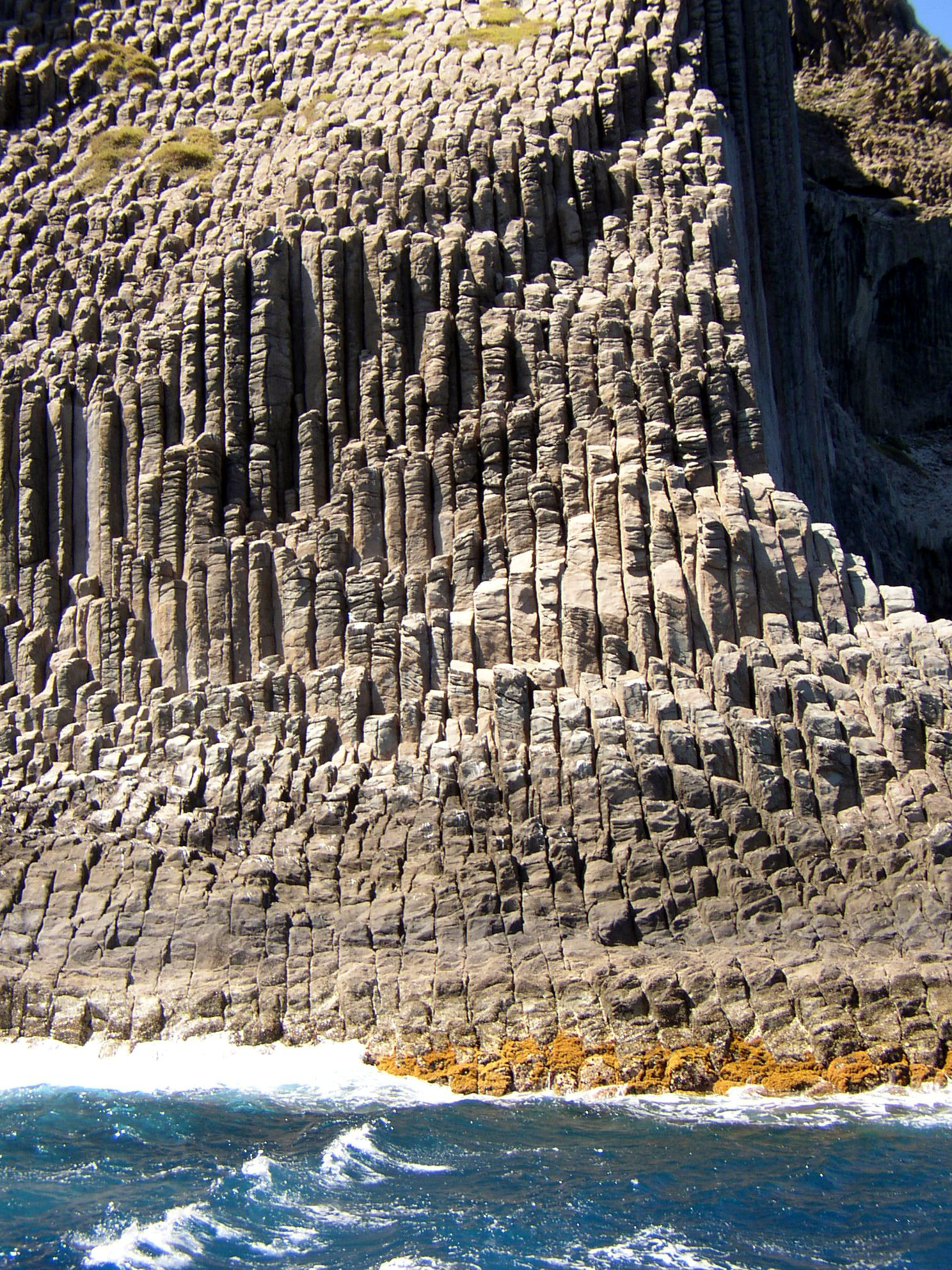
Los Órganos, La Gomera.

La poesía de Pedro García Cabrera concordará con La deshumanización del arte de Ortega y Gasset hasta la detención del escritor gomero en julio de 1936 en el planteamiento literario libre de la identificación equívoca con los aspectos meramente accidentales y propiamente subjetivos de la experiencialidad humana; posteriormente, el ser humano supondrá regularmente la premisa focal a partir de la cual el fenómeno total del espíritu es indagado, concernientemente, y sin embargo comprendiéndose aún como indeferenciado en un sentir cosmológico. 
Esta ordenación intelectiva de los términos en lo figurativo afectará todavía a los ejercicios cercanos al tradicionalismo y, en menor medida, a la poesía de la transición hacia la democracia. Un ciclo de cuatro poemarios singularmente afines en su temática a los cuatro elementos de la cosmogonía clásica ocupan la bibliografía del autor desde su inicio hasta la inmediata posguerra: en Líquenes, el mar, plano de la trascendencia, acceso a todos los desconocidos del acontecer, es en la orilla objeto de un feliz hábito contraído con la cotidianeidad de la convivencia; el aire de Transparencias fugadas se expande a todo lo posible sin conocer con ello un destino, siendo su destino en tanto espíritu fáustico el hecho mismo de expandirse; la isla, en La rodilla en el agua, es en sí, contraria a toda alteración, y en el estadio privilegiado de la cultura con que se corresponde, opuesto al de la civilización, su idioma es propiamente el de la piedra; el diálogo de La arena y la intimidad se alumbra en el saber del desierto, culminación de todos los seres y acopio de su recuerdo, reducidos finalmente a la más humilde manifestación formal, silencioso morar de la experiencia, vacío autosuficiente, facultado para aleccionar a cualquiera de sus extraviados. 
La voluntad de un orden conexo a la psicología de los ecosistemas, entendido como el proceder indicado para un arte regionalista certero y limitado en ocasiones por la atención a agentes físicos centrales en el ejercicio lírico, puede remarcarse con una distinción de los motivos temáticos recogidos por Cabrera en los ámbitos derivados de su distinción científica: en el campo geográfico, alusiones del tipo polo, ecuador, trópico, meridiano, orilla, barranco, cantil, cámara, rompiente, alfaque, islote, veril, escollo, duna; en el astronómico, estrellas, luna o fases lunares, nimbo, nebulosa, constelación; en el botánico, pitera, cardón, alga, liquen, nardo, cardo, trigo, rosa, azucena, lirio, tarajal, acíbar, palmera, vilano, pámpano; en el campo mineralógico, diamante, oro, amatista, esmeralda, malaquita, zafiro, topacio; en el zoológico, coral, lapa, calamar, sardina, estrella de mar, ballena, delfín, gaviota, alondra, jilguero, caracol, gallo; en el fisiológico, sangre, arteria, ovario, rótula, riñón, pulmón, tórax; en ingeniería, galería, riel, pozo, acueducto, lagar, acequia, malecón, pólvora, obús, telégrafo, ametralladora, faro, hangar, biela, émbolo, escafandra; en náutica, jarcia, quilla, codaste, áncora, palanquín, calafatear, paquebote, bricbarca, balandro, voltejear, pairo, bordada. Son además reiteradas las alusiones familiares al estudio de la geometría, especialmente en los aspectos de la rama matemática dedicados a procurar el acceso al conocimiento propio de la geografía o las ciencias naturales.
Un giro hacia la rehumanización de la poesía, con indicios en los meses previos al golpe de Estado de julio de 1936, se consolida decididamente tras el inicio de la guerra civil española. Pedro García Cabrera optaría en estas fechas por la explicitación de la psicología humana dispuesta a examen con una escritura surrealista representativa del subconsciente, unificada en el fluir de los significados reemplazados, o de trato directo con la interioridad reconocida. Dársena con despertadores, todavía en la práctica de la lírica despersonalizada, se relaciona como dinámica de incongruencias significantes con el proceso del sueño, fenómeno de la naturaleza en el que la unicidad del cosmos y su indiferente validez total de términos se muestra con particular elocuencia. Entre la guerra y tú, por su parte, mantiene a resguardo la sensibilidad de una realidad interior desinhibida, íntegra, y consciente de sí misma en la tarea de su testimonio bajo la coacción o la represión externa. 
El escritor habría conservado, sin embargo, una predilección por la sustancialidad geográfica como fundamento de partida para la humanización de la voz poética; pues se dice «que a un siglo preocupado por la Historia sucede otro enamorado de la Geografía. Siglo XIX, eminentemente histórico. Por tanto, amigo del subjetivismo. Por tanto, desordenado. Como reacción, el XX, eminentemente geográfico. Por tanto, amigo del objetivismo. Por tanto amigo del orden que es construcción. He aquí ya en camino central: exaltación del suelo nativo»; en este sentido, García Cabrera respondería poéticamente ante su situación histórica aún durante la vigencia del franquismo en el orbe centralizado del trance personal, intervenido por la fuerza de lo foráneo. 
Con el artículo Pasión y muerte de lo abstracto en La voz a ti debida, firmado en 1934, el cuarto poemario de Pedro Salinas es valorado como precedente modélico del retorno a la inmediatez desde el fondo pleno de la abstracción; Cabrera habría vislumbrado entonces la vía de expresión para una voz humanizada en la unidad del acontecer fenoménico, salva del extravío común en la identificación con lo inmediato. La esperanza me mantiene es luego «la culminación de la transición vanguardista de la poesía de García Cabrera al realismo social, sin renunciar por ello a la tradición próxima del surrealismo y neopopulismo [...] para él apoyarse en su pueblo era también hacerlo en su patria, en sus islas, en su libertad, y por último también en sus sueños, en su propia voz y ser de poeta.» La tendencia a una poesía social finalmente de mundanidad tempestiva, urgente o práctica sigue al tardofranquismo en Hora punta del hombre, prolongada con la década de los 70 en Elegías muertas de hambre, Ojos que no ven y Hacia la libertad.

#### Figuras literarias
El autor se encontraría al inicio de su producción bibliográfica en franca consonancia con el movimiento estético del creacionismo, dada su predisposición a las mayores propuestas retóricas promovidas por la rama de vanguardia hispanoamericana; la preferencia de la imagen como objeto predominante del ingreso sensorial, el manejo lúdico de impresiones presupuestas en ensamblajes constitutivos de concepciones autónomas, o la observancia constante de las formaciones resultantes en una naturaleza caracterizada por la dinámica proteica.
La figura literaria dominante en el verso de Pedro García Cabrera es la metáfora, a menudo subordinante de todo un poemario por entero en órbita respecto a un solo tropo o a una programación compleja de estos en interrelación. La detección de configuraciones formales significativas en la conjunción de consabidos conducen en ocasiones a la metáfora hacia el tipo de la greguería. Las afinidades naturales con el movimiento creacionista determinarían consecuentemente la obra del escritor durante toda su trayectoria. A mediados de los años 30 atraviesa resueltamente a la poesía de García Cabrera una volición de alteridad generalizada que se normalizará asimismo en lo sucesivo. El tratamiento de los hechos en el encuentro poético elude la aprehensión y avanza hacia el conocimiento; las referencias mediante una explícita alternancia de la persona gramatical entre los pronombres comunicados tú y yo, o en resolución semejante a la del apóstrofe o la prosopopeya, conectan abiertamente al discernimiento con la razón discursiva subjetivada, de la que cabe esperar una extracción ininterrumpida del saber pero nunca su conclusión. 
El concepto de alteridad permitirá a un mismo tiempo en poesía la confluencia de lo íntimo entre segmentos en el plano del puro hecho de la relación. Con la exploración del surrealismo, la sinestesia se mostrará especialmente pronunciada, tanto por su frecuencia como por lo desafiante de las yuxtaposiciones; es con este medio que se esclarecerán cualidades de la naturaleza inadvertidas regularmente para el comportamiento pragmático. Personifican por añadidura la escritura de Pedro García Cabrera los recursos estilísticos o retóricos de repetición y acumulación, dados a la cadencia reafirmante, insistente o convencida; ocasionalmente en la forma de la paronomasia, usualmente en las de enumeración, polisíndeton y, con los últimos poemarios, de la anáfora. Se incorporan además con el propósito social maneras del localismo y la ironía.

### Prosa de ficción
La prosa reunida de Pedro García Cabrera, distinguida según el número de sus producciones independientes, se concentra principalmente en el periodo previo a la publicación de su primer poemario. Forman parte de la narrativa del autor Recordando y Divagaciones, aparecidos en La Voz de Junonia en el año 1922, El canto evocador publicado en La Gaceta de Tenerife en 1926 y la prosa poética Pequeño poema del mismo año debido a Hespérides, así como el fragmento Hablando con Samburgo, distribuido igualmente con Hespérides en mayo de 1928. Los senos de tinta, con fecha de redacción de 1934 y primera reproducción póstuma a partir de un original interrumpido y carente de página inicial, puede considerarse aún como ensayo de poema en prosa. 
El suplemento Gaceta Semanal de las Artes del periódico La Tarde incluirá a lo largo de 1955 dos relatos cortos más próximos a la madurez estilística del autor: Una muerte para cinco y Sucedió así. A la década de los cincuenta correspondería también la redacción de la novela corta en siete capítulos Las fuentes no descansan, inédita en vida del escritor y finalista en un concurso de narrativa. El texto 1ª Rebelión, recogido mediante recopilación académica entre los Poemas del cuaderno verde, contiene el fechado de 9 de noviembre de 1980 y la anotación "Contracanciones de un contravertido (Poemas en prosa)". En Recordando, Divagaciones, Pequeño poema, Los senos de tinta y 1ª Rebelión, el componente lírico prevalecería sobre el narrativo; esta prevalencia, «que es mucho más evidente en los cuatro breves —y que no cabrían, por otro lado, en la definición de microrrelato—, de una extensión de media página, también lo es en el más extenso, ocho páginas impresas, pues los componente narrativos no terminan de constituirse en relato.»
Una muerte para cinco y Sucedió así, muestran, respectivamente, la experiencia de unos hombres en espera de la condena de muerte y a un autor en busca de un relato para un certamen literario. En la novela corta Las fuentes no descansan, el personaje-narrador protagonista cuenta en primera persona el impacto amoroso que le produce, en los años de la guerra civil, el conocer a una periodista americano-francesa en el marco urbano de la Valencia republicana y gubernamental. Este narrador «es Pedro Zafra, "alter ego" del propio autor, a quien le presta su propia experiencia de huido a Dakar y Marsella, rumbo a la España en guerra [...] los perfiles de la fabulación se van centrando en el drama íntimo de los personajes: Pedro Zafra y Miss Violet, como reflejo de otro drama que trasciende incluso el del propio escenario bélico: la crisis de la civilización, la crisis del hombre de la primera mitad del siglo XX. Para ello se sirve de la danza, de la representación dramática de Europa, en que aparece la referencia a la máscara».

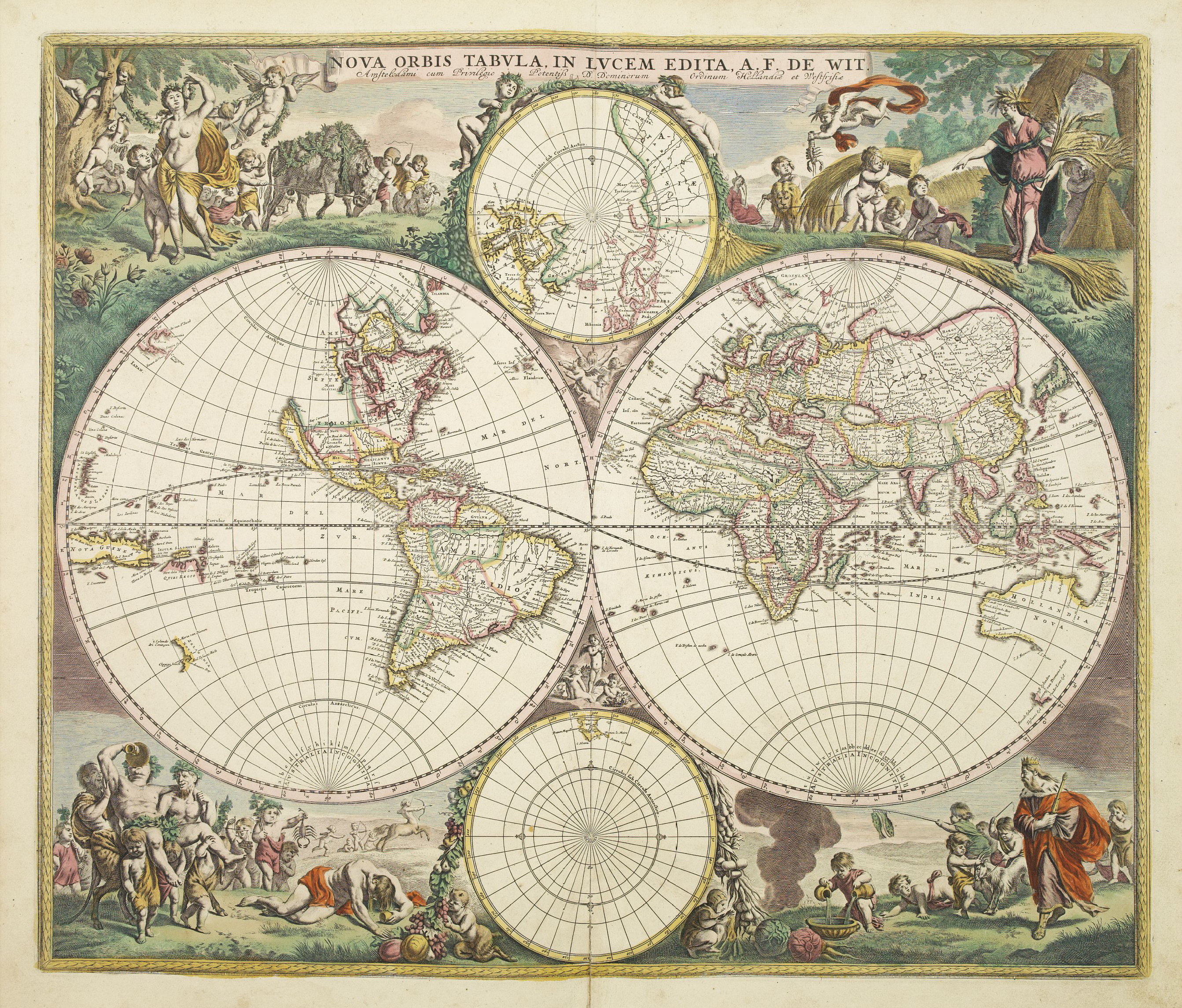
A. F. de Wit, 1680.

Los senos de tinta se mantiene generalmente en su base de acuerdo a una correlación lógica con respecto a la versificación que el poeta viene realizando en el momento de su redacción. Aspectos medulares de esta prosa, sin embargo, difieren de los fundamentos que rigen la obra poética de García Cabrera a lo largo de su bibliografía. Concebido en el empleo de la técnica de escritura surrealista, el texto se transmite, aún en el sesgo de cierta narrativa omnisciente en tercera persona, como un discurrir continuo y aglutinado de vivencias familiar al del flujo de conciencia; a su vez, son incidentes en esta ocasión las observaciones deliberadas y explícitas sobre el comportamiento específico de la psique. Bajo el pretexto de la narración, el autor refiere además percepciones acerca del fenómeno de la psicología de la escritura. 
Estas facetas relacionarían a Los senos de tinta con los modos literarios de la metaficción. El relato parece remitir a una emoción cuyo origen se situaría en la oposición línea curva-línea recta, simbolizando respectivamente cordialidad y rechazo en el espíritu del protagonista; conducidos por sus manos narrativas, «nos hundimos luego en una conocida "subconsciencia", aquella donde se encuentra "todo el muestrario de las formas redondas" [...] un subconsciente irrefrenable en esa "noche de los relámpagos" surrealista: "La noche fue entonces una mancha de tinta [...] en la que se revolvieron todos los objetos".» Por otra parte, las insinuaciones de un cariz marcadamente erótico y la intuición de un terror cósmico inminente y desintegrador, confundidas entre sí en las crisis emocional que proporciona el motivo principal de la escritura, se revelan en la prosa con una claridad especialmente pronunciada en el contexto de la obra de Pedro García Cabrera. 
Las reacciones del protagonista ante la tinta «son tan personales como su actitud ante los senos, que suscitan en él los "impulsos, fantasías y ansiedades" definidas por un psicoanalista como varios de los impulsos asociados con la madre [..] el destino de los senos y de la mujer a la que pertenecen está ligado íntimamente al acto de escribir y al hombre que escribe.» La rehumanización de contenidos se adelantará asimismo con esta ficción a la poética del canario. El desarrollo constante de alternancias de tiempo mediante retrospección, alteración o simultaneidad en la corriente de este pasaje reflejarían paralelamente el grado de capacidad para la narrativa no lineal mantenido hacia 1934 por el poeta de Vallehermoso.

### Prosa de no ficción: ensayos, reseñas y prólogos

#### Artículo
La práctica totalidad de la actividad ensayística de García Cabrera pasa originalmente por el formato del artículo de opinión en prensa informativa o revistas y suplementos culturales, generalmente dentro de un rango de extensión limitado entre las dos páginas y la columna. Mantiene la preferencia del escritor en la prosa de no ficción, junto con el género del ensayo, la reseña inclinada a figuras y eventos relativos a las artes y las letras del ámbito local, nacional o internacional. 
La diversidad de motivos específicos en los numerosos artículos del autor se inscriben además regularmente en el contenido de un perímetro temático reconocible y continuado; a su vez, engloba a esta temática un estrecho margen de unidades básicas de inquietudes a partir de la cual múltiples ordenaciones para el estudio pueden ser establecidas. Es característico en el artículo de Cabrera la interrelación de sus intereses base en torno a temas o motivos unificados en una sola manifestación. Son artículos destinados a la exposición de una visión crítica en el espacio de la creación literaria, artística o del establecimiento de valores requeridos para un desarrollo del cuadro sociocultural en Occidente los textos ¿Es imperfecta la forma? de 1927, Fotografía de la voz de 1929, La ordenación de lo abstracto y Regionalismo y universalismo de 1930, La ética en lo social de 1931, El hacha y la máscara, Guillermo Apollinaire, Casas para obreros, Influencia mediterránea y atlántica en la poesía de 1932, Expresión de G.A. por una dialéctica urbana y El racionalismo como función biológica actual de 1933, Pasión y muerte de lo abstracto en La voz a ti debida y La concéntrica de un estilo en los últimos congresos de 1934, Acotaciones al Congreso Internacional de Escritores Proletarios y Paisaje de isla. Estudio del día gris de 1935, Arquitectura y poesía de 1950, El cine como arte y como espectáculo de 1955, y En el umbral de una edad nueva, con fecha exacta sin determinar. 
Ocupan las consideraciones en torno a la idiosincrasia y estado expresivos de la canariedad y sus paisajes las líneas de Teobaldo Power y Antonio Zerolo, glorias canarias olvidadas e Impresiones de La Orotava de 1926, De un viaje La Palma, Tazacorte de 1927, El Paso y La Caldera, La Palma pintoresca y 5 miradas al parque de 1928, El hombre en función del paisaje y Dos sensibilidades de 1930 y Sobre el próximo recital de S. Suárez León de 1934. Entre las reseñas dedicadas a figuras o eventos de incidencia regional o transnacional se encuentran Leyendo a Urrutia, Recital de piano y Hespérides: su labor cultural de 1926, Hablando con Díez del Corral de 1928, La exposición de Juan Ismael de 1930, Perfil literario de Eduardo Herriot y Expresión de G.A., el doctor Dominik Josef Wölfel en Tenerife de 1932, Poetas atlánticos. 1. Julio Antonio de la Rosa de 1933, Romanticismo y cuenta nueva, Latitudes: J. Carrera Andrade, Fin de semana: Ricardo Gullón, Pimpín: Raimundo Gaspar, El cura Merino: Eduardo de Ontañón de 1934, El Segundo Congreso Internacional de Poesía de Knokke de 1954, Pleno silencio de Antonio Reyes, Oí crecer a las palomas de Manuel Padorno, Don Leoncio Rodríguez, desde otra generación y Juan Pérez Delgado (Nijota). Semblanza de 1955, La lección de Juan Ramón Jiménez de 1956, Estética de hoy, una gran exposición belga y El mundo transparente de Armand Bernier de 1957, En torno a Hombre en pie de victoria de 1959 y Postal literaria de Zaragoza de 1961. Las declaraciones propiamente políticas de Pedro García Cabrera quedan recogidas durante la primera mitad de los años 30 en los periódicos Altavoz, El Socialista y La Tarde.

#### Prólogo
Participa el autor como prologuista para terceros ya en 1935 con su aportación para las estampas autobiográficas en prosa de La estrella primera, debidas al poeta y cronista galdense Juan Sosa Suárez. Denota esta contribución con firma en Tenerife una clara atención a la dialéctica sostenida en la interrogación, atestiguada por Cabrera en la relación padre e hijo representativa con el escritor grancanario, a la manera en que el niño procede; encadenando los por qué, hasta que todo se apague: «El día es una pregunta luminosa. La noche, la respuesta oscura.»
Puede considerarse el prólogo para Poemas del sueño errante del majorero Domingo Velázquez, firmado por García Cabrera en Las Palmas de Gran Canaria en 1963, como un escueto breviario sobre la iniciación en la poesía y las contingencias comunes en su primer trazado y publicación. El prólogo de 1964 firmado por el autor gomero para el poemario Ucanca del guanchero Esteban Dorta González, da noticia sobre el encuentro entre dos poetas con una afinidad estilística y conceptual excepcional. En 1981, aparecerá prologado por el autor de Líquenes el poemario Objetos, de la orotavense Cecilia Domínguez Luis, ganadora en el mismo año con Presagio de sueños en las gargantas de las palomas del Primer Premio de Poesía Pedro García Cabrera.

#### Conferencia
Se conservan manuscritos, transcripciones o reproducciones de conferencias impartidas por Pedro García Cabrera en los periodos de la política española acotados entre los meses últimos de la dictadura auspiciada por la corona borbónica, la Segunda República, la transición del primer al segundo franquismo, o la instauración de régimen democrático con base a la Constitución de 1978. En 1930 se localizan las ponencias El hombre en función del paisaje, para la clausura de la muestra de los alumnos de la escuela Luján Pérez en Tenerife, y Notas para una estructuración de las islas, destinado al ciclo de conferencias organizado por el colectivo Juventud Republicana en Santa Cruz; El racionalismo como función biológica actual supone el contenido de una conferencia ofrecida en el Ateneo de La Laguna en 1933. 
El artículo impreso por el suplemento Gaceta Semanal de las Artes en otoño de 1956 Las fuentes de la poesía popular es el resumen preparado por García Cabrera en colaboración con el crítico literario José Domingo para su presentación en la III Bienal Internacional de Poesía de Knokke; en mayo de 1959 Gaceta Semanal de las Artes reproduce el contenido de la charla de Cabrera ¿Qué es para mí el sello? emitida por Radio Juventud de Canarias con motivo de la IV Exposición Filatélica de Tenerife; el ensayo del poeta gomero Tradición europea de la poesía canaria, sin un fechado de completa exactitud, habría sido emitido por Radio Club Tenerife aproximadamente entre mayo de 1977 y mayo de 1979. La Editorial Pilar Rey, Libros Taiga recuperará en 1981 el discurso pronunciado por el escritor durante el homenaje tributado a su persona por Joven Poesía Canaria, en el Círculo de Bellas Artes de Santa Cruz de Tenerife, el 19 de septiembre de 1980.

### Teatro
Proyecciones es la única pieza teatral que se conoce de Pedro García Cabrera. Esta obra consta de ocho cuadros; el tercero, cuarto y quinto toman la denominación de 1ª posibilidad, 2ª posibilidad y 3ª posibilidad, respectivamente, de un mismo Tercer Cuadro Triple. La concepción total de este trabajo conectaría con la dramaturgia expresionista de Wolfgang Kayser, difundida en España con la Revista de Occidente, el teatro político de Erwin Piscator, reseñado por Domingo López Torres en Gaceta de Arte con Teatro político, y Luigi Pirandello, quien acentúa «el carácter trágico de los personajes dramáticos haciéndoles consciente de su primitivo sentido: la máscara.»
Los enfrentamientos dialógicos se establecen siempre entre dos voces, proferidas por un binomio de personajes arquetípico para el encuentro dialéctico. Los temas que aparece en los sucesivos cuadros se reducen al único de la proyección del pensamiento en acción; o bien, «la proyección del yo en los otros. [...] El rasgo absurdo es un instrumento que permite al autor reflejar una sociedad y unos tipos humanos incosistentes, falseados por las convenciones. Por regla general, el hilo racional conduce la actitud reflexiva de los personajes.»
Proyecciones puede ser justamente comprendido como un drama de espacio, en el que los personajes sirven como ligazón externa entre los cuadros. Careciendo el original manuscrito y corregido de esta obra de teatro de fecha de escritura, se situaría su redacción en un periodo aproximado entre 1930 y 1936. La primera representación documentada de la única obra de teatro inscrita en la bibliografía de Pedro García Cabrera se produciría el 16 de noviembre de 2006 en el Ateneo de La Laguna, en Tenerife, por el Grupo de Teatro Sol y Sombra, bajo la dirección del actor y promotor de las artes escénicas César Yanes.

### Selección bibliográfica del autor
- Líquenes, ed. Hespérides, (1928)
- Transparencias fugadas, ed. Gaceta de Arte (1934)
- Días de alondras, Goya Ediciones (1951)
- La esperanza me mantiene, ed. Gráficas Arges (1959)
- Entre 4 paredes, Gaceta Semanal de las Artes (1968)
- Vuelta a la isla, Caja General de Ahorros de Canarias (1968)
- Hora punta del hombre, La Quincena (1970)
- Las islas en que vivo, Ediciones Nuestro Arte (1971)
- Elegías muertas de hambre, Adonais (1975)
- Ojos que no ven, Taller Ediciones JB (1977)
- Hacia la libertad, Casa de Colón (1978)
- A la mar fui por naranjas, Edirca (1979)
- Dársena con despertadores, Papeles invertidos (1980)
- La rodilla en el agua, Editorial Benchomo (1981)